# Kolkata

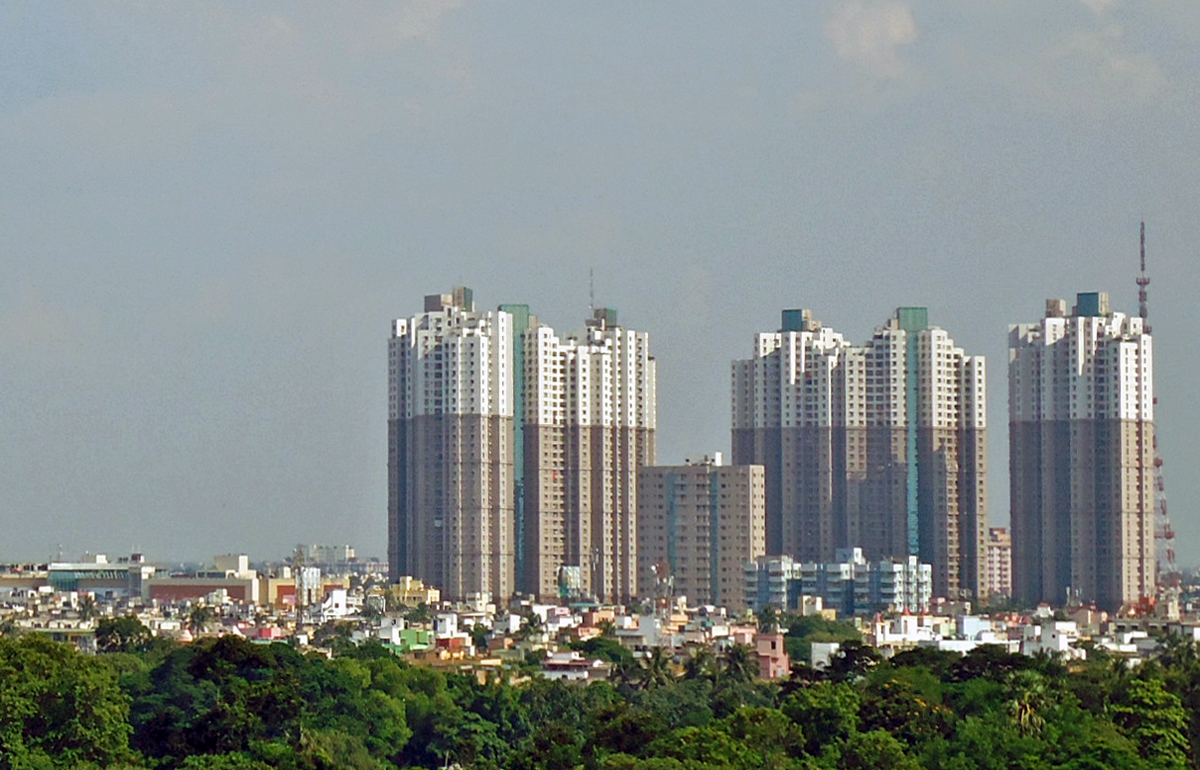
Zentrum von Kolkata

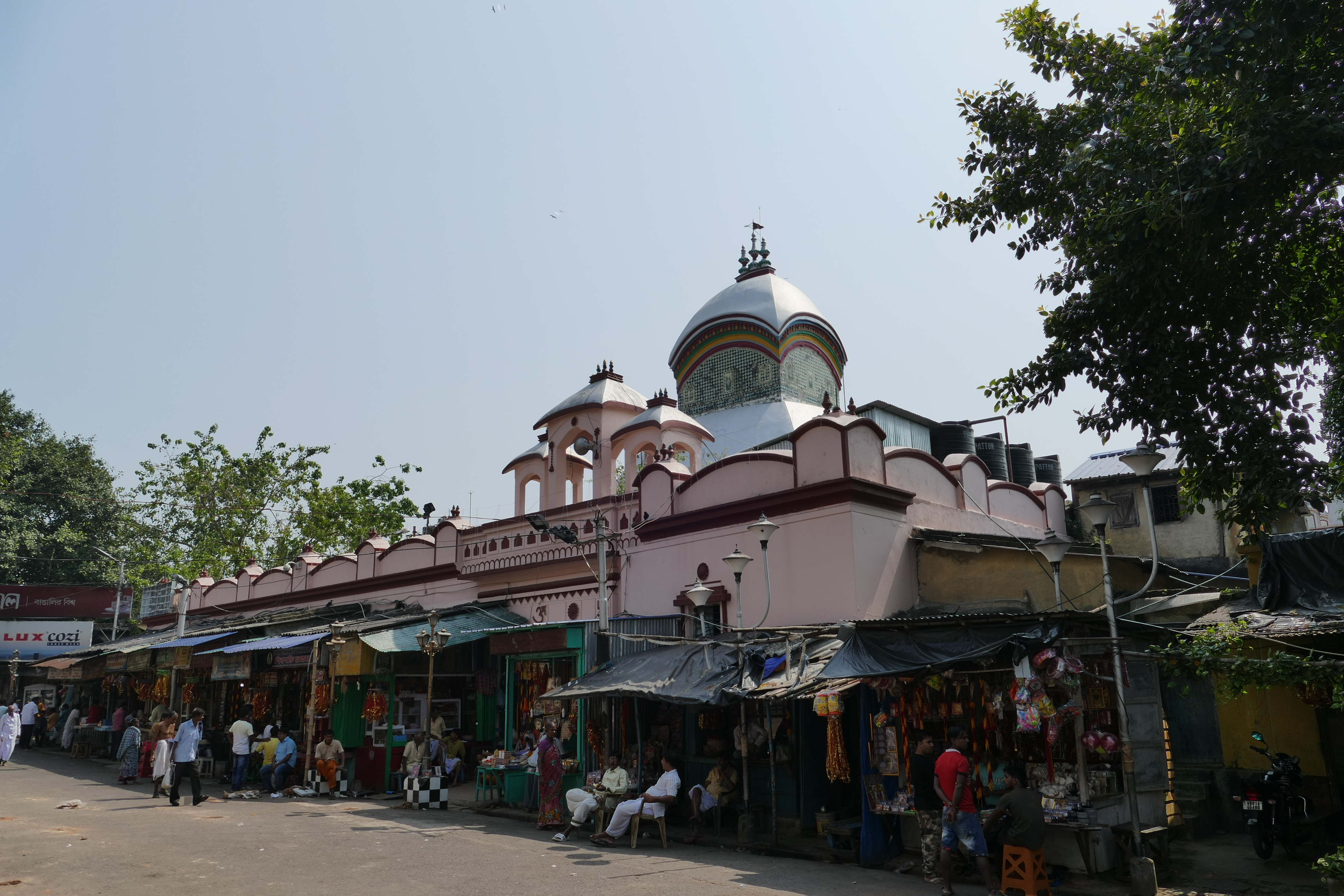
Kalighat-Tempel

Kolkata (bengalisch কলকাতা, IAST: Kalkātā; englisch bis 2001 Calcutta, deutsch häufig noch Kalkutta) ist die Hauptstadt und zugleich ein Distrikt des Bundesstaates Westbengalen in Indien. Mit 4,5 Millionen Einwohnern ist Kolkata die siebtgrößte Stadt Indiens, die Metropolregion Kolkata ist mit 14,1 Millionen Einwohnern (jeweils Volkszählung 2011) der drittgrößte Ballungsraum des Landes.
Mit der Gründung eines Stützpunktes der Britischen Ostindien-Kompanie im Jahr 1690 wurde Kolkata zu einem Zentrum des britischen Besitzes in Indien. Bis 1911 war Kolkata die Hauptstadt Britisch-Indiens. Heute ist Kolkata Industriestadt, Verkehrsknoten und Kulturzentrum mit Universitäten, Theatern, Kinos, Museen und Galerien. Der Kalighat-Tempel zu Ehren der Göttin Kali (hier Kalika genannt) macht die Stadt zu einem der bedeutendsten hinduistischen Wallfahrtsorte.

## Name der Stadt
In der lokalen Sprache Bengalisch lautet der Name কলকাতা Kalkātā [ˈkolkat̪a]. Während der britischen Kolonialzeit erhielt die Stadt die englische Namensform Calcutta [kælˈkʌtə]. Der deutsche Name Kalkutta [kalˈkʊta] richtet sich in der Schreibweise nach dem Englischen (lediglich die Cs wurden zu Ks eingedeutscht), entspricht in seiner Aussprache aber weder der englischen noch der bengalischen Form.
Im Jahr 2001 wurde der englische Name der Stadt offiziell in Kolkata geändert und entspricht damit der bengalischen Lautung. Wie die in den 1990er Jahren erfolgten Umbenennungen von Benares in Varanasi, Bombay in Mumbai und Madras in Chennai reflektiert die Namensänderung Kolkatas antikoloniale und regionalistische Stimmungen in der indischen Politik. Die neue Namensform Kolkata wurde in den amtlichen Sprachgebrauch in Österreich und der Schweiz übernommen. Teilweise hat sie sich auch in Deutschland eingebürgert.

## Geographie

### Geographische Lage

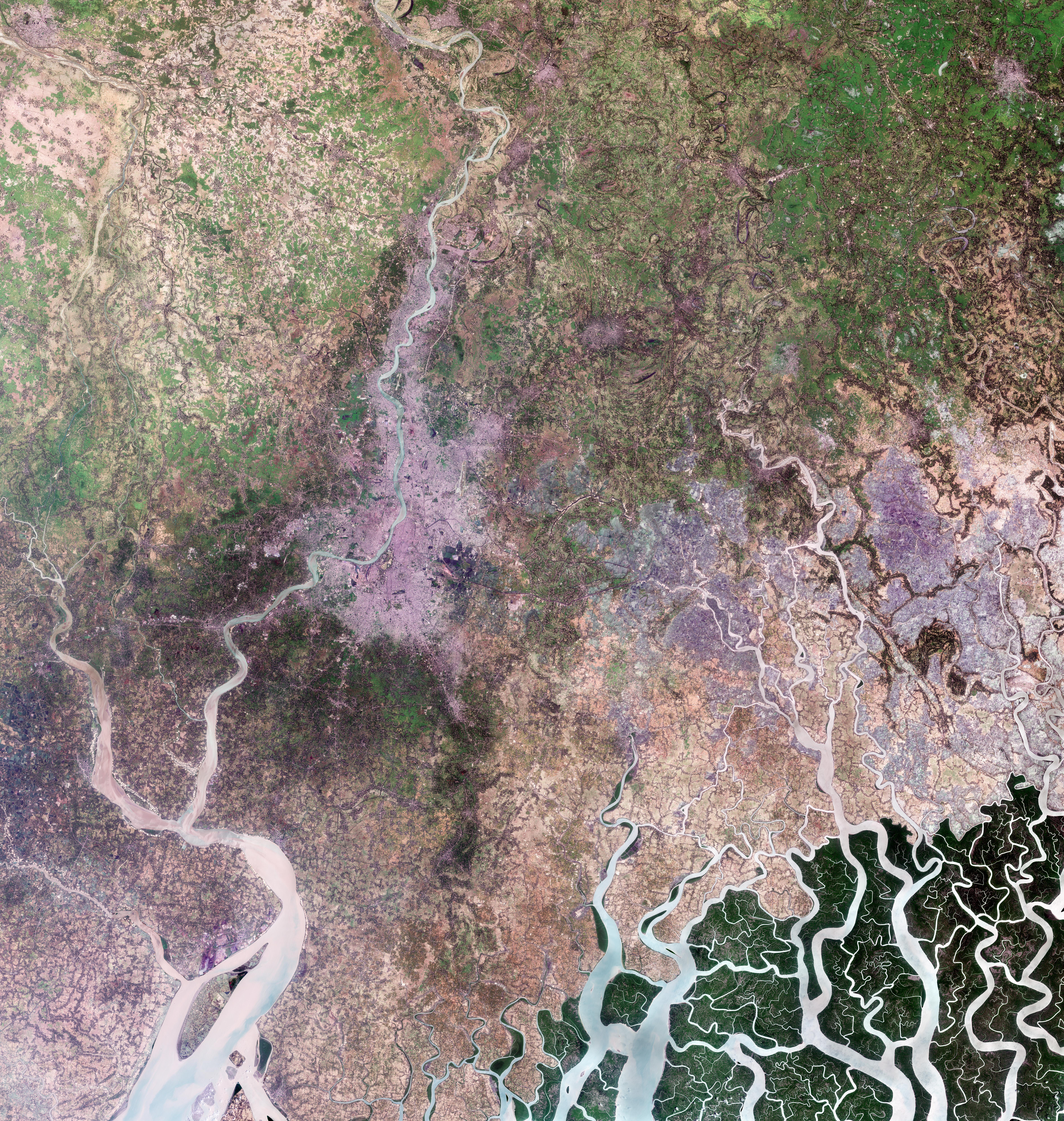
Satellitenbild der Metropolregion

Kolkata liegt im Bundesstaat Westbengalen am Fluss Hugli, einem Mündungsarm im westlichen Gangesdelta, durchschnittlich sechs Meter über dem Meeresspiegel. Das Stadtgebiet hat eine Fläche von 187,33 Quadratkilometern. Das Kolkata Metropolitan Area (KMA) erstreckt sich über 1.854 Quadratkilometer. Neben den Millionenstädten Kolkata und Haora sowie der Großstadt Chandannagar gehören zur Region weitere 38 Gemeinden und 72 Städte.
Die Stadt Kolkata hat sich zum größten Ballungsgebiet Westbengalens entwickelt. In ihr war fast die gesamte Verarbeitungsindustrie für Jute in Vorderindien konzentriert. Die Faserpflanze wird seit Ende des 19. Jahrhunderts vor allem im außerordentlich dicht besiedelten Ostbengalen (heute Bangladesch) verstärkt angebaut und bildet heute eines seiner wichtigsten Erzeugnisse.
Durch die Teilung Indiens wurden diese Anbaugebiete von den indischen Verarbeitungswerken getrennt, sodass Bangladesch seine eigene Juteindustrie aufgebaut hat. Zusätzlich verlandete der Hugli zunehmend. Kolkata hat damit seine historische Rolle als bedeutender Handelshafen eingebüßt.

### Zitat
„Auch der Weg von Kalkutta nach dem Delta ist interessant, man muß im Wagen durch die endlosen Reisfelder des Deltas gefahren sein, die Kornkammer Nordindiens, muß die Archaik der Landwirtschaft in Indien sehen…“

### Ökologie
Die Luftverschmutzung Kolkatas ist enorm, wobei der hohe Feinstaubgehalt das größte Problem darstellt. Die Verursacher sind Fabriken, Kleinindustrie, Kraftwerke, Verkehr sowie Privathaushalte. Der Ausstoß von Kohlenstoffdioxid nimmt durch fortschreitende Industrialisierung, wachsendes Verkehrsaufkommen und höheren Energieverbrauch schnell zu. Die unzureichenden technischen Anlagen in den Fabriken führen immer wieder zu Beeinträchtigungen der Luftqualität.
Probleme bereiten auch die Verschmutzung des Grundwassers durch fehlende Kläranlagen, ungeregelte Abfalldeponien, die Schadstoffbelastung des Hugli und der Verkehrslärm. Nur circa die Hälfte der Einwohner in den Slums am Rande der Stadt ist an ein Wasserleitungsnetz angeschlossen, der andere Teil benutzt Hydranten auf der Straße oder verseuchte Kanäle und Rinnsale.
Zu den Infektionserkrankungen wie Diarrhö, Ruhr und Cholera, die durch unzureichende hygienische Bedingungen verbreitet werden, kommen Atemwegs- und Hauterkrankungen aufgrund der giftigen Emissionen der vielen Industriebetriebe und des Kraftfahrzeugverkehrs. Besondere Probleme ergeben sich aus der oft direkten Nachbarschaft ärmerer Wohngebiete und der Industrie. Die Luftverschmutzung und die Zersiedlung historisch bedeutender Areale zerstören viele Kulturdenkmäler Kolkatas.

### Klima
In der kurzen Winterzeit herrscht das angenehmste Klima, wenn die tägliche Höchsttemperatur bei 27 Grad Celsius liegt, kurz vor Beginn der Monsunzeit lastet die Hitze drückend auf der Stadt.
Die einsetzenden Regenfälle bescheren Ende Juni die ersehnte Linderung, doch die heftigen Fluten verwandeln gleichzeitig die Straßen in Morast. 1978 starben bei Überschwemmungen durch heftige Monsunregenfälle in Kolkata 15.000 Menschen. Am 27. September 1978 wurde mit 380 Millimeter die höchste Niederschlagsmenge der Geschichte an einem Tag gemessen. Oktober und November sind nach einer kurzen Hitzeperiode nach dem Monsun recht angenehme Monate. Durga Puja, das größte Fest der Stadt, wird dann gefeiert.
Die durchschnittliche Jahrestemperatur liegt bei 26,9 Grad Celsius, die Jahresniederschlagsmenge beträgt im Mittel 1.614 Millimeter. Der wärmste Monat ist der Mai mit durchschnittlich 30,8 Grad Celsius, der kälteste der Januar mit 20,1 Grad Celsius im Mittel. Der meiste Niederschlag fällt im Monat Juli mit durchschnittlich 385 Millimetern, der wenigste im Dezember mit 13 Millimetern im Mittel.
Die Stadt ist auch durch immer wieder auftretende Zyklone gefährdet. Die Stürme brauen sich vor allem in den Sommermonaten über dem Indischen Ozean nördlich des Äquators zusammen und driften dann nach Norden in Richtung Indien. Die Hauptgefahr geht in den Küstenregionen von den mitunter mehr als zehn Meter hohen Flutwellen aus, die heftige Zyklone vor sich herschieben. Einer der schwersten Stürme forderte am 7. Oktober 1737 an der Mündung des Hugli rund 300.000 Todesopfer.
|                       | Jan  | Feb  | Mär  | Apr  | Mai   | Jun   | Jul   | Aug   | Sep   | Okt   | Nov  | Dez  |   |         |
| Mittl. Tagesmax. (°C) | 26,6 | 29,7 | 34,0 | 36,3 | 36,0  | 34,1  | 32,2  | 32,0  | 32,2  | 31,9  | 29,8 | 27,0 | ⌀ | 31,8    |
| Mittl. Tagesmin. (°C) | 13,9 | 16,9 | 21,7 | 25,1 | 26,4  | 26,5  | 26,1  | 26,1  | 25,8  | 24,0  | 18,9 | 14,3 | ⌀ | 22,2    |
|                       |      |      |      |      |       |       |       |       |       |       |      |      |   |         |
| Niederschlag (mm)     | 16,8 | 22,9 | 32,8 | 47,7 | 101,7 | 259,9 | 331,8 | 328,8 | 295,9 | 151,3 | 17,2 | 7,4  | Σ | 1.614,2 |
|                       |      |      |      |      |       |       |       |       |       |       |      |      |   |         |
| Sonnenstunden (h/d)   | 6,6  | 7,1  | 7,3  | 7,8  | 7,3   | 4,1   | 3,0   | 3,4   | 3,9   | 5,9   | 6,4  | 6,6  | ⌀ | 5,8     |
|                       |      |      |      |      |       |       |       |       |       |       |      |      |   |         |
| Regentage (d)         | 0,9  | 1,5  | 2,3  | 3,0  | 5,9   | 12,3  | 16,8  | 17,2  | 13,4  | 7,4   | 1,1  | 0,4  | Σ | 82,2    |
|                       |      |      |      |      |       |       |       |       |       |       |      |      |   |         |
| Wassertemperatur (°C) | 24   | 25   | 26   | 28   | 29    | 29    | 28    | 28    | 28    | 28    | 27   | 26   | ⌀ | 27,2    |
|                       |      |      |      |      |       |       |       |       |       |       |      |      |   |         |
| Luftfeuchtigkeit (%)  | 66   | 58   | 58   | 66   | 70    | 77    | 83    | 83    | 81    | 73    | 67   | 68   | ⌀ | 70,9    |

| 13,9 |

| 16,9 |

| 21,7 |

| 25,1 |

| 26,4 |

| 26,5 |

| 26,1 |

| 26,1 |

| 25,8 |

| 24,0 |

| 18,9 |

| 14,3 |

| 13,9 |

| 16,9 |

| 21,7 |

| 25,1 |

| 26,4 |

| 26,5 |

| 26,1 |

| 26,1 |

| 25,8 |

| 24,0 |

| 18,9 |

| 14,3 |

## Geschichte

### Ursprung

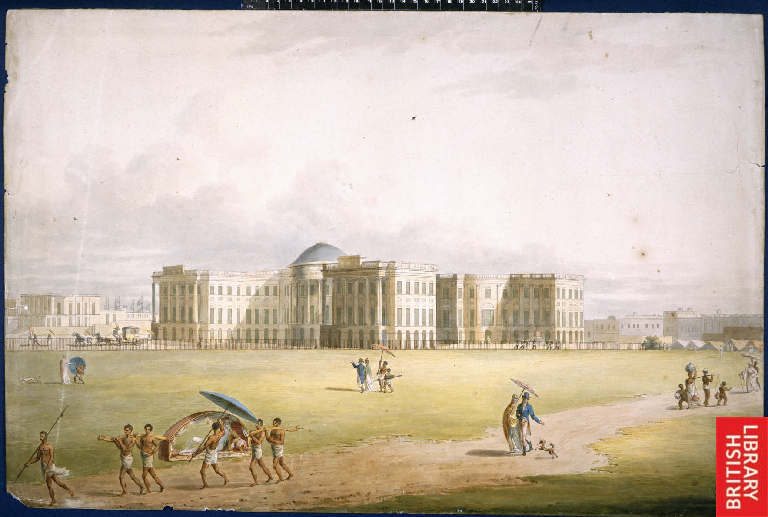
Government House im 18. Jahrhundert

Der Name der Stadt leitet sich von dem Fischerdorf Kalikata her, das 1495 vom bengalischen Dichter Bipradas Pipilai zum ersten Mal erwähnt wird. Der Name bedeutet „schwarzes Tor“ oder „Tor der Göttin Kali“. 1596 berichtet der Historiker Abul Fazl (1551–1602) in seinem Werk „Ain-i-Akabari“ über den Ort.
Als der Brite Job Charnock (1630–1692), Direktor der Britischen Ostindien-Kompanie, am 24. August 1690 das Hauptquartier der Gesellschaft in Sutanuti am Ostufer des Hugli gründete, war das Flussufer bereits von den Handelsniederlassungen aus anderen europäischen Ländern gesäumt. Neben Briten, deren Basis zuvor in dem Ort Hugli am Westufer lag, hatten sich Franzosen in Chandannagar, Niederländer und Armenier in Chunchura, Dänen in Serampore, Portugiesen in Bandel, Griechen in Rishra und Deutsche in Bhadreswar eingerichtet. Gleichwohl rühmten sich die Briten mit Charnock lange Zeit der Gründung der Stadt.
Mit armenischer finanzieller Unterstützung kaufte die Ostindien-Kompanie Land um Sutanuti und stellte im Jahre 1699 ihre erste Festung in der Region fertig, genannt Fort William, nach dem König von England und Schottland, William III. (1650–1702). Nur wenige Jahre später legte die Ostindien-Kompanie Sutanuti und zwei weitere Dörfer zur Stadt Kolkata zusammen. 1715 handelte eine Delegation am Mogulhof in Delhi weitere Handelsrechte und die Übernahme mehrerer Dörfer und Städte an beiden Ufern des Hugli aus.

### Britische Kolonialzeit: Aufstieg und Blütezeit

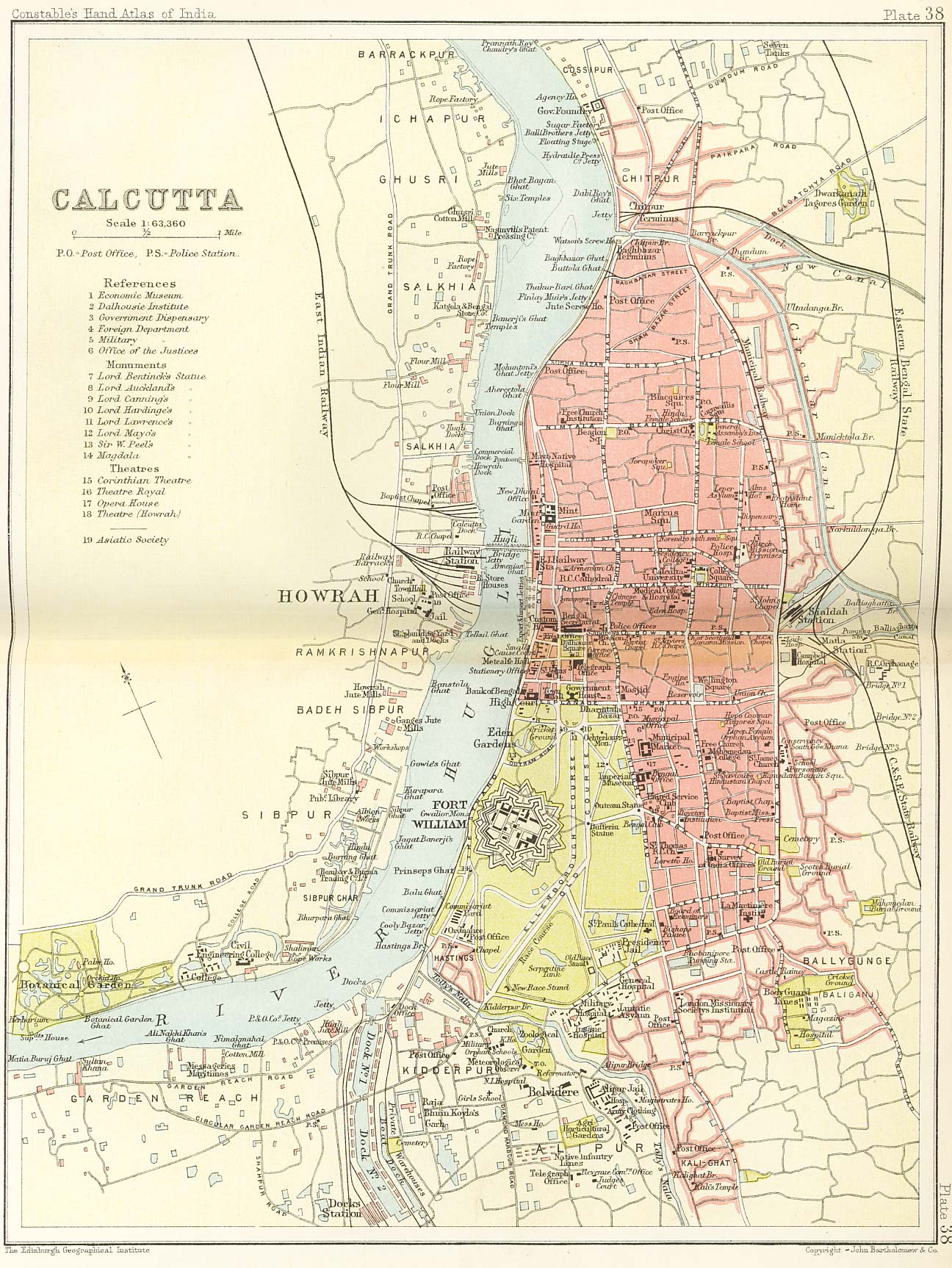
Kolkata um 1893

Am 19. Juni 1756 eroberte der Nawab von Murshidabad, Siraj-ud-Daula (1733–1757) die Stadt und das Fort, das erst ein Jahr später, am 23. Juni 1757, nach der Schlacht bei Plassey durch die Rückeroberung unter Robert Clive, 1. Baron Clive (1725–1774) wieder an die Ostindien-Kompanie zurückging.
Nachdem das Parlament in London im Jahre 1773 das Handelsmonopol der Gesellschaft anerkannt hatte, verlegte diese Bengalens Hauptstadt von Murshidabad nach Kolkata. 1781 wurde das heutige Fort William fertiggestellt, das nie verteidigt werden musste. Kolkata war fortan Umschlagplatz vieler Handelssparten, zu denen auch der lukrative Opiumexport nach China gehörte. Die Ostindienkompanie schaffte britische Junggesellen ins Land und machte sie zu Beamten. Die so genannten writers („Schreiber“) lebten unter spartanischen Umständen in einfachen Lehmhütten, bis sie das eigens für sie errichtete Writers Building beziehen konnten. Die jungen Männer passten sich den einheimischen Lebensgewohnheiten an und heirateten indische Frauen. So entstand eine neue euro-asiatische Gesellschaft.
Als das Parlament 1858 das Monopol der Ostindien-Kompanie nach dem Sepoy-Aufstand aufhob und die Türen des Handels öffnete, trafen zahlreiche Kaufleute und Abenteurer aus allen Teilen der Welt ein, darunter Parsen, Afghanen und Inder aus anderen Landesteilen. Juden aus Aleppo, Bagdad und Basra gehörten seit den 1820er Jahren ebenfalls zu den Neuzuzüglern. Ihre Zahl lag um 1860 bei rund 1000 und erreichte 31 Jahre später rund 2000 Personen.
Prächtige Bauwerke, wie Court House, Government House und St Paul’s Cathedral trugen Kolkata im 19. Jahrhundert den Namen „Stadt der Paläste“ ein, doch das unangenehme feuchte Klima, die modrigen Salzsümpfe und die schäbigen Hütten, die rund um die Stadt errichtet wurden, sorgten für unhygienische Verhältnisse und waren eine Quelle der Armut und Krankheit.
Die wohlhabende Elite der Stadt, zu der auch bengalische Kaufleute gehörten, erhielt das Etikett bhadra lok, die „guten Leute“. Rudyard Kipling, der Autor des Dschungelbuches, verzerrte diese Bezeichnung in seiner Darstellung der bandar lok („Affenmenschen“). Ebendiese Schicht war für die kulturelle Blüte des 19. Jahrhunderts verantwortlich, die man Bengalische Renaissance nennt.
Bis 1911 war Kolkata Hauptstadt der Kolonie Britisch-Indien und Sitz des Generalgouverneurs der Ostindien-Kompanie, der ab 1858 zugleich das neu geschaffene Amt des britischen Vizekönigs innehatte. 1813 wurde auch ein Bischofssitz ins Leben gerufen.

### Konsolidierung

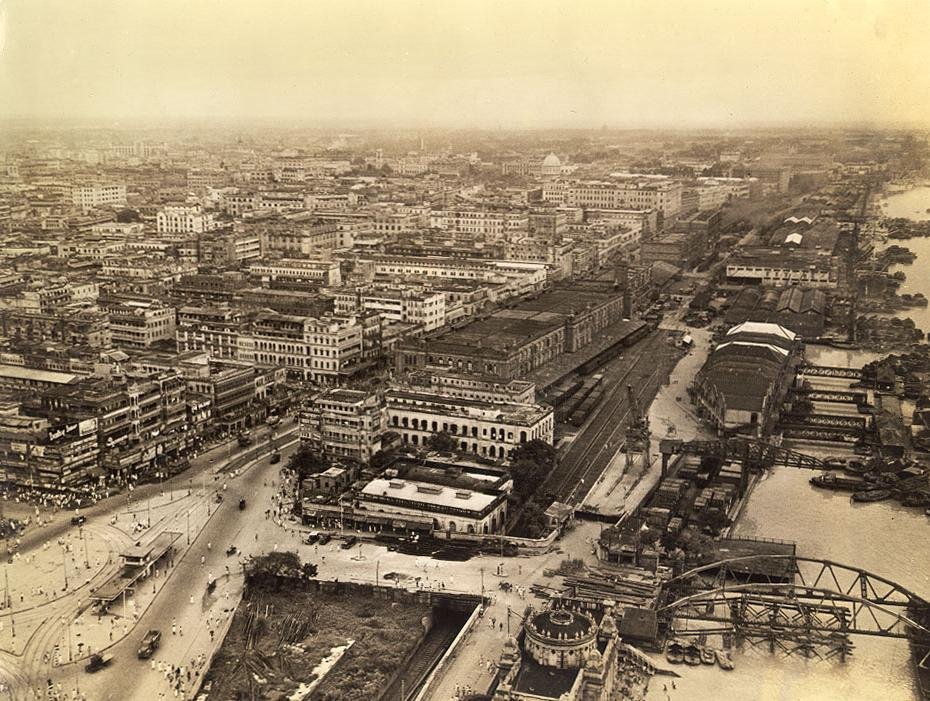
Luftaufnahme von Kolkata 1945

Kolkatas Bedeutung als internationaler Hafen schwand mit der Eröffnung des Sueskanals 1869, mit dem Aufstieg Mumbais und mit dem Ende des Opiumhandels. 1911 fand die glorreiche Zeit ihr definitives Ende, als Indiens Hauptstadt nach Delhi verlegt wurde. Seit dem 15. August 1947, dem Tag der Unabhängigkeit Indiens, ist Kolkata Hauptstadt des Bundesstaates Westbengalen.
Seitdem wurde die städtische Infrastruktur wiederholt nach inneren Unruhen und Aufständen durch Masseneinwanderung besitzloser Flüchtlinge bis an die Grenzen belastet. Die daraus resultierenden Missstände und auch die Arbeit von Mutter Teresa, die die weltweite Aufmerksamkeit auf die Opfer richtete, haben Kolkata den Ruf eines Armenhauses beschert, den die Stadtbewohner selbst nicht für gerechtfertigt halten.
Als 1984 in Kolkata Indiens erste U-Bahn eröffnet wurde, war von einem neuen wirtschaftlichen Beginn die Rede. Im Laufe der Jahre hat die Stadt jedoch nicht das Wachstum aufstrebender Wirtschaftszentren in anderen Teilen des Landes wie Hyderabad oder Bengaluru erreicht.
Im Jahr 1984 wurden infolge des Calcutta Municipal Corporation Act, 1980 die drei Stadtgemeinden Jadavpur, South Suburban und Garden Reach an den Distrikt Calcutta angeschlossen, wodurch sich dessen Fläche von 104 km² auf 185 km² vergrößerte. Etwa Mitte 1980er verlor Kolkata seinen Rang als bevölkerungsreichste Stadt Indiens an Bombay (Mumbai).

## Bevölkerung

### Bevölkerungsstruktur

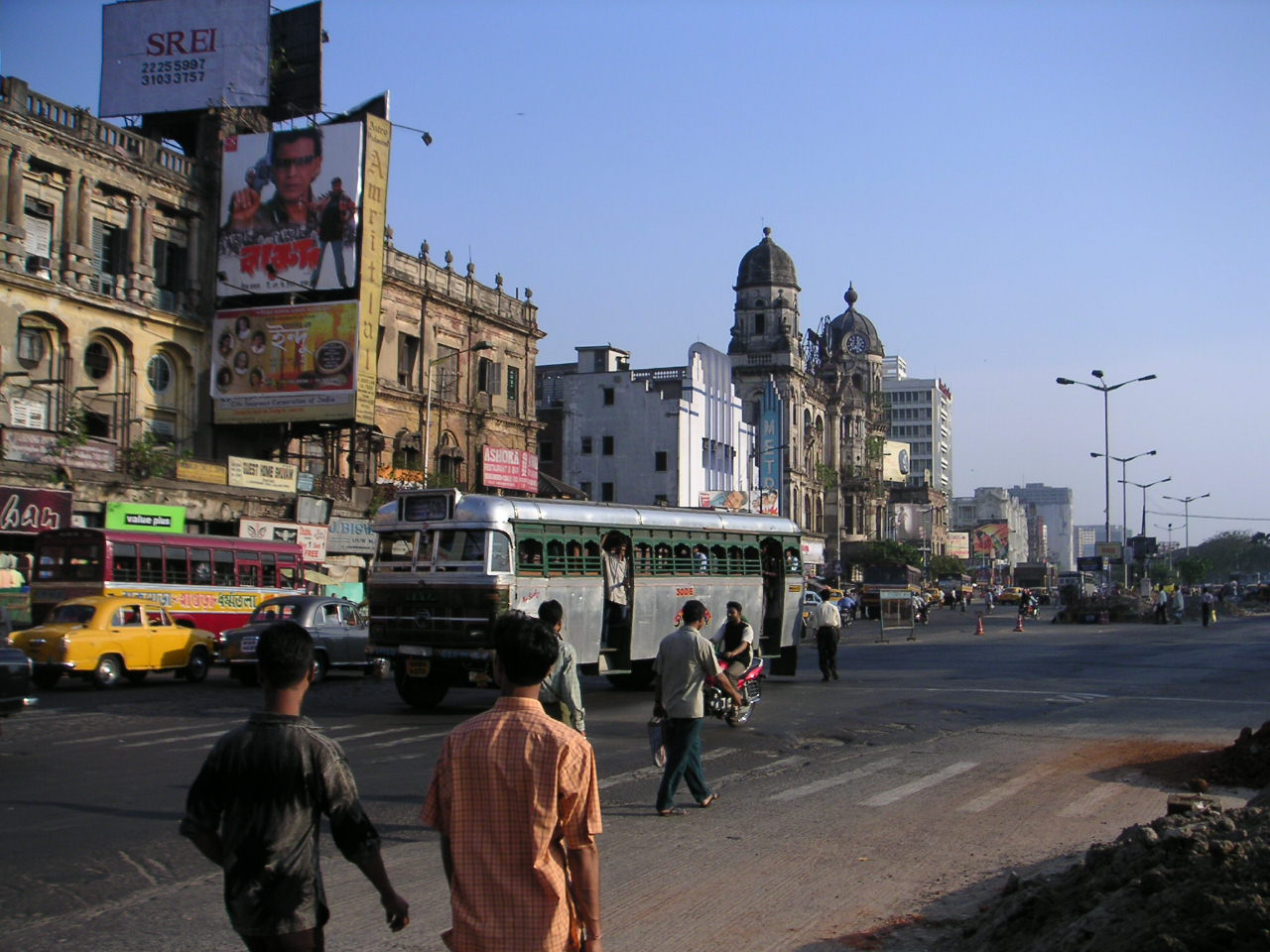
Straßenverkehr

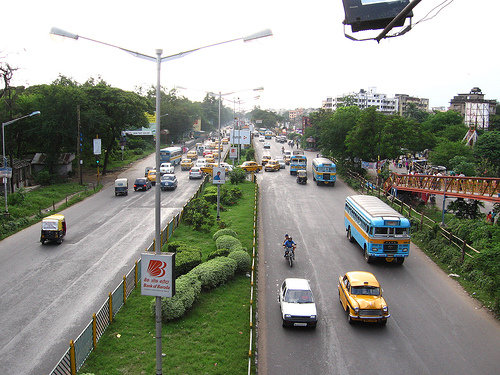
VIP Road (Kazi Najrul Islam Sarani)

Nach der Volkszählung 2011 hat Kolkata 4.486.679 Einwohner. Damit ist Kolkata nach Mumbai, Delhi, Bengaluru, Hyderabad, Ahmedabad und Chennai die siebtgrößte Stadt Indiens. Die Bevölkerungsdichte ist mit rund 24.000 Einwohnern pro Quadratkilometer sehr hoch (zum Vergleich: New York City ca. 10.500 Ew./km², Berlin ca. 3.900 Ew./km²). In der Agglomeration Kolkata, die mittlerweile deutlich über die administrativen Stadtgrenzen herausgewachsen ist, leben nach der Volkszählung 14.112.536 Menschen. Nimmt man die Einwohnerzahl der Agglomeration als Bemessungsgrundlage, ist Kolkata nach Mumbai und Delhi die drittgrößte Stadt Indiens.
Seit Beginn der kolonialen Entwicklung erfährt Kolkata, entsprechend der internationalen und überregionalen Bedeutung der Stadt, Zuwanderung nicht nur aus dem angrenzenden Hinterland, sondern aus ganz Indien und den benachbarten Staaten. Das Ergebnis ist ein Konglomerat von Menschen unterschiedlicher ethnischer und sprachlicher Abstammung. Die überwiegende Anzahl der Bewohner sind Bengalen, dazu kommen Minderheiten von Bihari, Marwari, Chinesen, Tamilen, Engländern, Armeniern, Tibetern, Marathen und Parsen. Die meistgesprochenen Sprachen sind Bengali, Hindi, Englisch, Urdu und Bhojpuri.
Die Alphabetisierungsquote Kolkatas liegt mit 80,9 % (Männer 83,8 %, Frauen 77,3 %) deutlich über dem Durchschnitt Indiens (74,0 %) und Westbengalens (68,6 %), entspricht aber dem Durchschnitt der städtischen Bevölkerung.

### Einwohnerentwicklung

Modernes Kolkata

Von 12.000 Einwohnern im Jahre 1710 stieg die Einwohnerzahl Kolkatas bis 1831 auf 187.000 und erreichte um 1930 die Grenze von einer Million. Bis 1941 verdoppelte sich diese Zahl auf zwei Millionen, dann bis 1991 noch einmal auf über vier Millionen. Durch die eng gezogenen Stadtgrenzen ist die Bevölkerungszunahme inzwischen deutlich abgeschwächt, diese findet vor allem in den unzähligen Vororten statt. Zwischen 2001 und 2011 ging die Einwohnerzahl in der eigentlichen Stadt sogar erstmals leicht zurück, im gleichen Zeitraum wuchs die Einwohnerzahl der Agglomeration Kolkata um 10 % auf über 14 Millionen. Für 2050 wird mit einer Bevölkerung von 33 Millionen Menschen in der Agglomeration gerechnet.
Die folgende Übersicht zeigt die Einwohnerzahlen nach dem jeweiligen Gebietsstand. Bis 1839 handelt es sich um Schätzungen, von 1872 bis 2011 um Volkszählungsergebnisse. Die Einwohnerzahlen beziehen sich auf die eigentliche Stadt ohne den Vorortgürtel.
| Jahr | Einwohner |
| ---- | --------- |
| 1710 | 12.000    |
| 1737 | 20.000    |
| 1757 | 45.000    |
| 1831 | 187.000   |
| 1839 | 229.000   |
| 1872 | 633.009   |
| 1881 | 612.307   |
| 1891 | 682.305   |
| 1901 | 847.796   |
| 1911 | 896.667   |

| Jahr | Einwohner |
| ---- | --------- |
| 1921 | 907.851   |
| 1931 | 1.163.771 |
| 1941 | 2.108.891 |
| 1951 | 2.548.677 |
| 1961 | 2.927.280 |
| 1971 | 3.148.746 |
| 1981 | 3.305.006 |
| 1991 | 4.399.819 |
| 2001 | 4.580.544 |
| 2011 | 4.486.679 |

### Wohnsituation

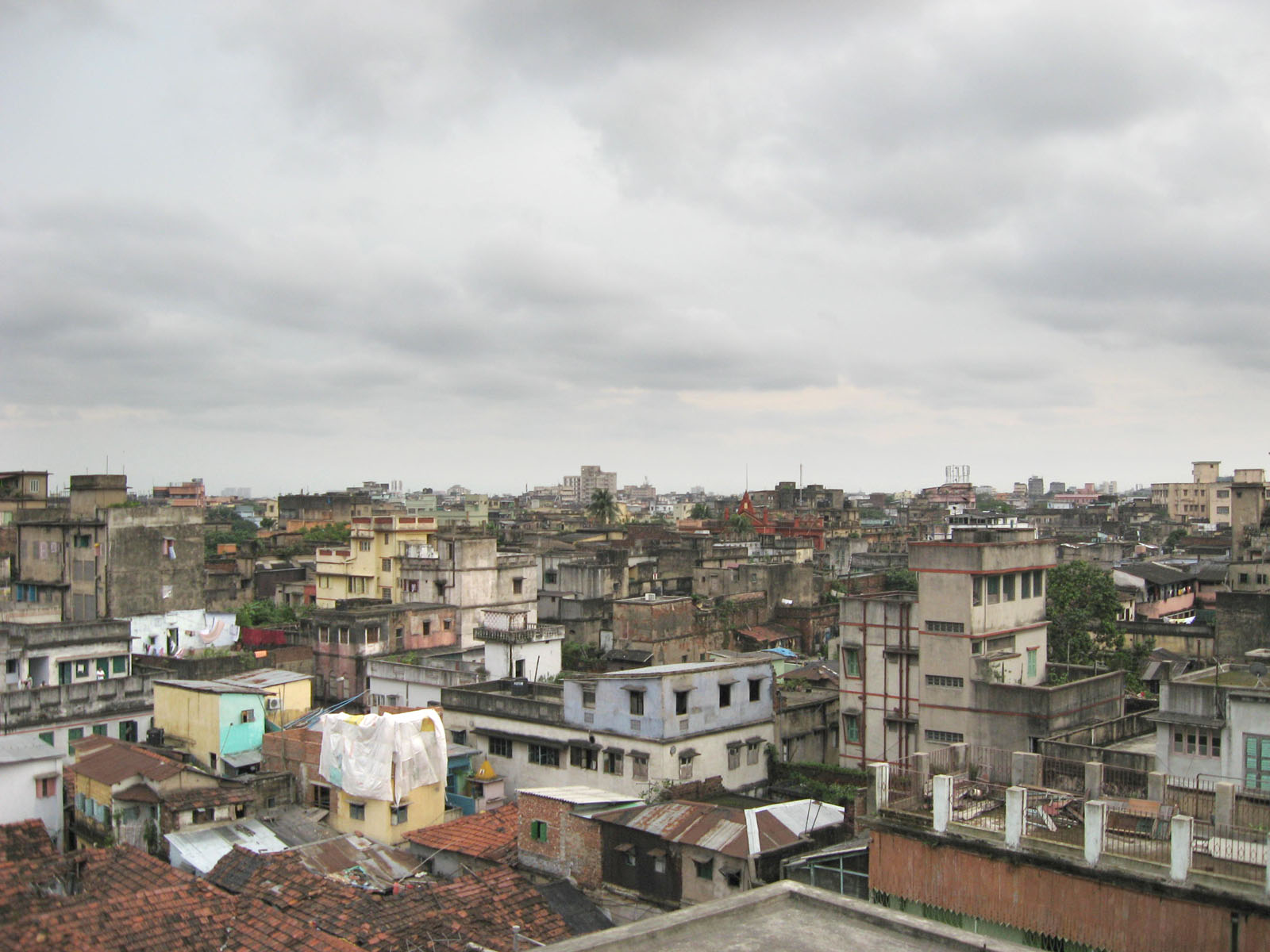
Wohnhäuser in Shovabazar, im Norden Kolkatas

Das Stadtzentrum beherrschen zwei- bis dreigeschossige Gebäude mit Flachdächern (Pucca-Häuser), als Baumaterial dienen meist Ziegel, Metall- oder Asbestplatten, Stein und Beton. In den moderneren Gebäuden, den Etagenwohnungen aus Beton (meist mit Veranda), wohnt die Oberschicht Kolkatas. An der J. L. Nehru Road und dessen Umgebung ist die größte Dichte an Hochhäusern mit Höhen zwischen 56 und 91 Metern zu finden. Am Stadtrand stehen Hütten aus Gras, Blättern, Bambus, Lehm, Holz oder Erde (Kutcha-Hütten). Ein Drittel der Bevölkerung (1,5 Millionen Menschen) lebte laut Volkszählung 2001 in den 2.011 registrierten und 3.500 unregistrierten Slums.
Anhand des Baumaterials wird ersichtlich, dass viele Pucca- und Kutcha-Häuser nur unzureichenden Schutz vor Witterungseinflüssen und dem Eindringen von Schädlingen bieten. Bei der Verwendung von Asbestplatten werden gefährliche Fasern freigesetzt, die bei Inhalation beispielsweise zu Lungenkrebs und Asbestose führen können. Die Probleme der Metropole Kolkata treten in den Slums besonders deutlich zutage. Unterernährung, Hunger, mangelnde Entsorgung und unzureichende Wasserversorgung führen zu erhöhter Säuglingssterblichkeit und zum Ausbruch von Tuberkulose, Lepra und Malaria, soziale Auswirkungen – Kriminalität, Prostitution, Alkoholismus – wachsen ebenfalls unter solchen Rahmenbedingungen.
In einer Rangliste der Städte nach ihrer Lebensqualität belegte Kolkata im Jahre 2018 den 160. Platz unter 231 untersuchten Städten weltweit. Die Stadt lag damit hinter Hyderabad (Platz 142), Bengaluru (Platz 149) und Mumbai (Platz 154) aber noch vor Delhi (Platz 162).

### Religionen

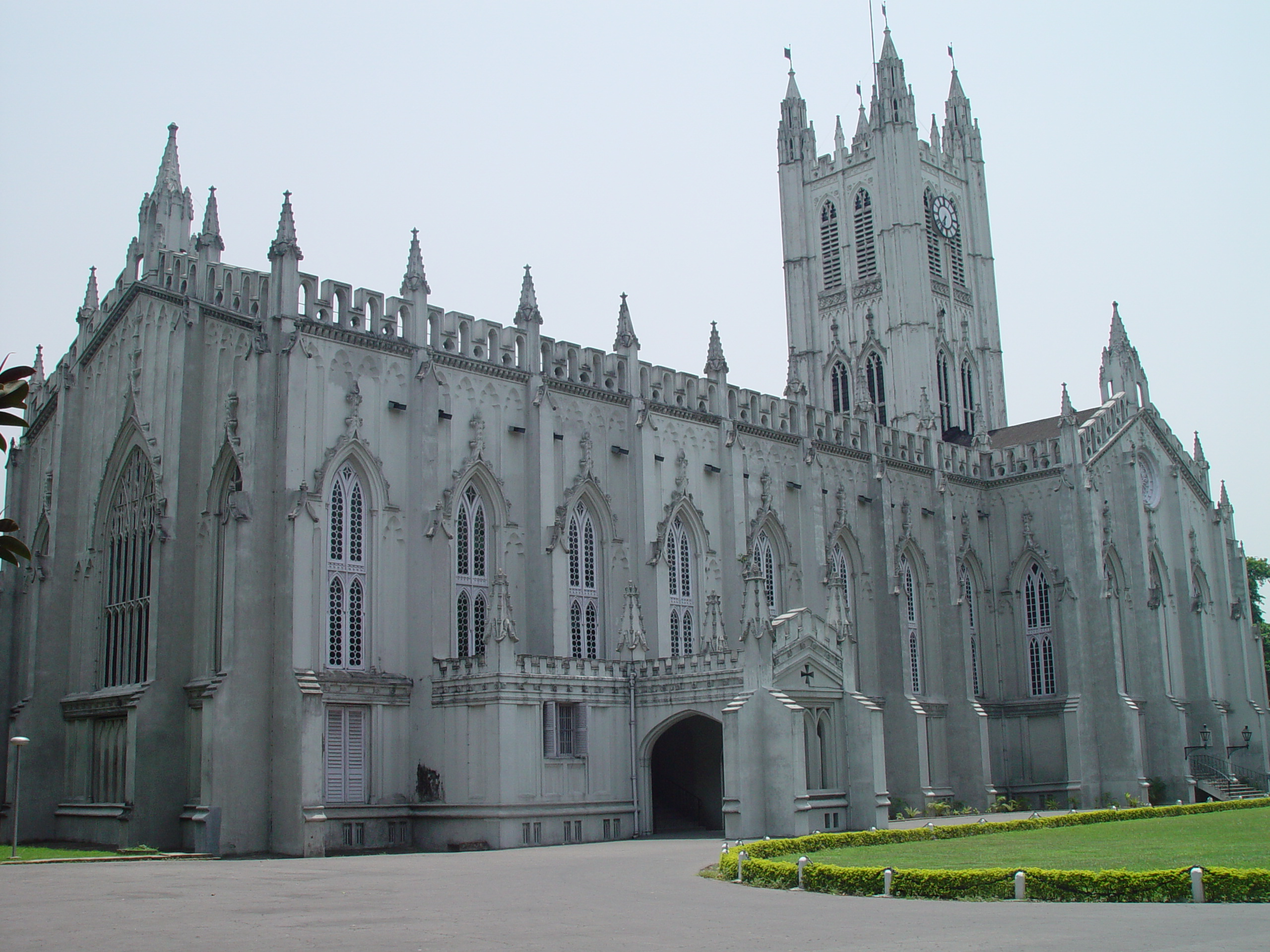
St. Paul’s Cathedral

Die Religionszugehörigkeit verteilt sich laut Volkszählung von 2001 wie folgt: 77,68 % der Einwohner sind Hindus, 20,27 % Muslime und 0,88 % Christen. Der Rest verteilt sich auf Jainas, Sikhs, Buddhisten, Juden und Parsen.
|              | Einwohnerzahl | Anteil in % |
| ------------ | ------------- | ----------- |
| Hindus       | 3.552.274     | 77,68       |
| Muslime      | 926.769       | 20,27       |
| Christen     | 40.218        | 0,88        |
| Jainas       | 20.859        | 0,46        |
| Sikhs        | 15.599        | 0,34        |
| Buddhisten   | 6.445         | 0,14        |
| Andere       | 2.179         | 0,05        |
| Keine Angabe | 8.533         | 0,19        |
| Gesamt       | 4.572.876     | 100,00      |

Quelle: Census of India 2001

## Politik und Verwaltung
Nach der indischen Verfassung wird eine lokale Verwaltung für größere Stadtgebiete in Form einer municipal corporation organisiert.

### Stadtgliederung
Die Kolkata Municipal Corporation gliedert sich in 16 Stadtbezirke (Boroughs I bis XVI) und diese in 144 Stadtteile (Wards). Die städtische Agglomeration erstreckt sich über folgende Bereiche:
- Old Kolkata:
  - Sutanuti – Chitpur, Baghbazar, Sobhabazar, Hatkhola
  - Kolkata – Dharmatala, Bowbazar, Simla, Janbazar
  - Gobindapur – Hastings, Maidan, Bhowanipur

- New Kolkata:
  - North – Sinthi, Cossipore, Gughudanga
  - South – Tollygunge, Kidderpore, Behala
  - East – Salt Lake, Beliaghata, Topsia
  - West – Hooghly river

- Greater Kolkata:
  - East – Kalyani bis Budge Budge
  - West – Baruipur bis Bansberia

### Stadtregierung

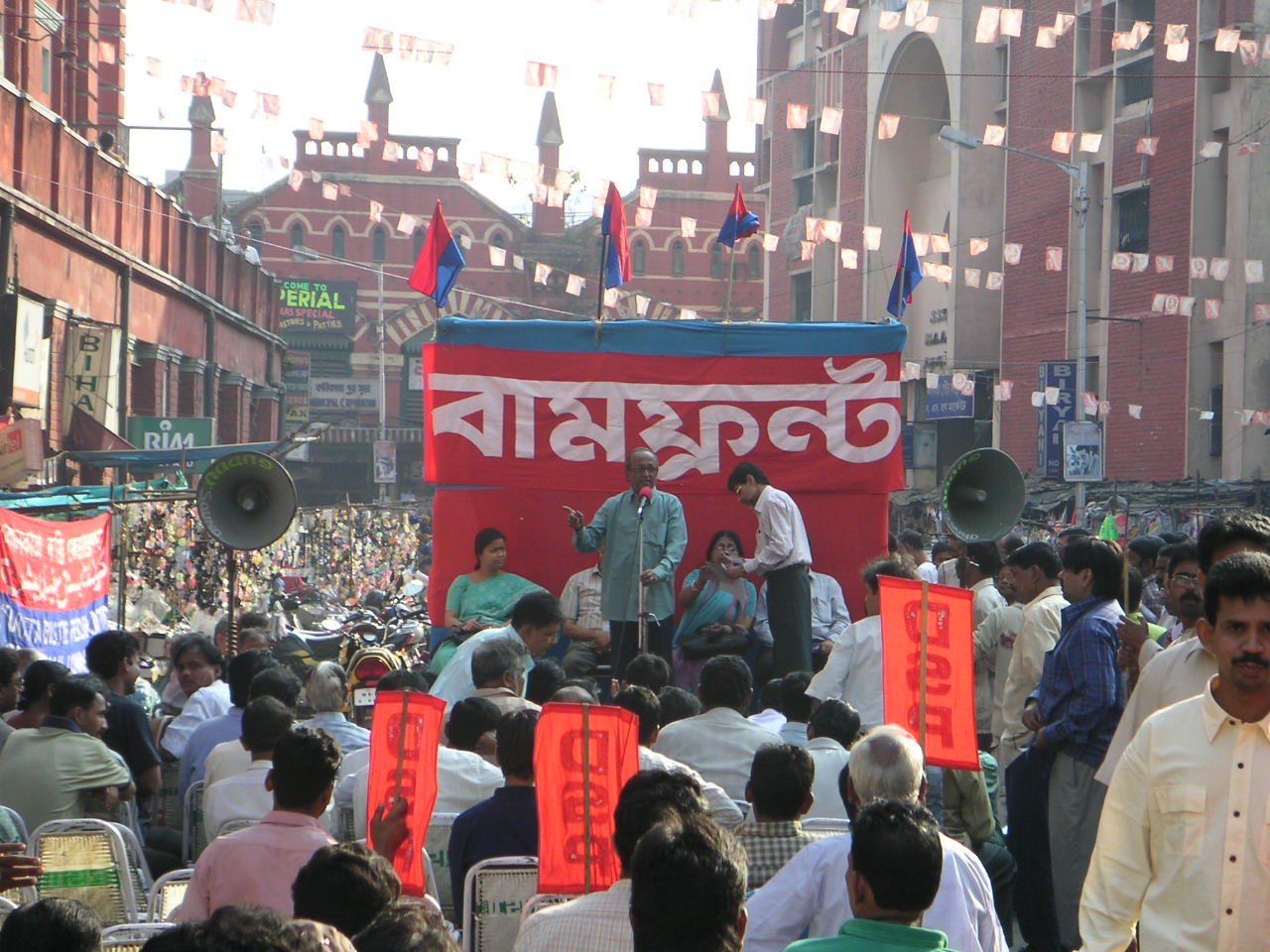
Kundgebung der Democratic Socialist Party

Seit 2010 ist Sovan Chatterjee von der Trinamul Congress Bürgermeister von Kolkata. Von 2005 bis 2010 war Bikash Bhattacharya Bürgermeister von Kolkata. Bhattacharya ist Mitglied der Communist Party of India (Marxist) und war Vorsitzender des ständigen Ausschusses der Kolkata Municipal Corporation. Letztere ist für den Erhalt und Ausbau der städtischen Infrastruktur zuständig.
Der CPI(M) und ihren Partnern ist es in der Vergangenheit gelungen, die Agrarreform in Westbengalen deutlich voranzubringen und soziale Sicherungssysteme zu installieren. Die an den Bedürfnissen der breiten Volksmassen orientierte Politik hat der Partei ein dauerhaft hohes Unterstützerpotenzial beschert. Andere einflussreiche Parteien in Kolkata sind der Indische Nationalkongress und der Trinamul Congress.
Der Calcutta High Court in Kolkata ist die höchste juristische Instanz für den Bundesstaat Westbengalen und das Unionsterritorium Andamanen und Nikobaren.

### Städtepartnerschaften
Kolkata unterhält mit folgenden Städten Partnerschaften:
- Karatschi (Pakistan)
- Kunming – Datum unbekannt – und Guangzhou – 2007,[22] (Volksrepublik China)
- Long Beach (USA)
- Neapel (Italien) – Datum unbekannt[23]
- Odessa (Ukraine) – vermutlich seit den 1980er Jahren[24]
- Incheon (Südkorea) – 2007[25]

## Kultur und Sehenswürdigkeiten

### Überblick

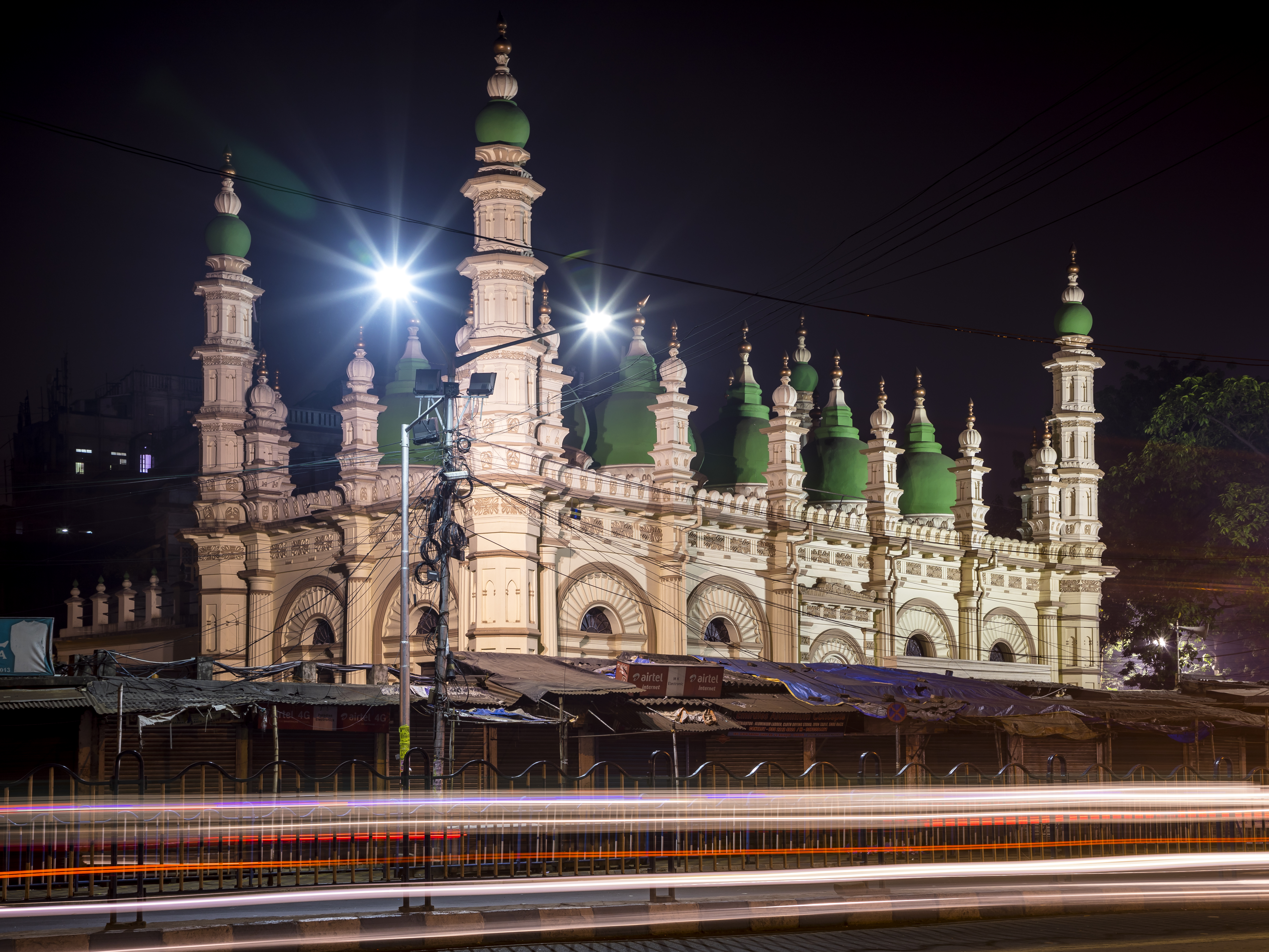
Tipu-Sultan-Moschee bei Nacht

Kolkata ist das Zentrum der indischen Intellektuellen und der künstlerischen Avantgarde. Der Nobelpreisträger für Literatur des Jahres 1913 Rabindranath Thakur (1861–1941) wirkte hier, ebenso Mutter Teresa (1910–1997), die im Westen wohl berühmteste Bürgerin der Stadt. Sie erhielt 1979 für ihre Arbeit den Friedensnobelpreis. Auch der indische Physiker Satyendranath Bose hat hier gelebt.
Die indische Nationalbibliothek, Museen und eine vitale Theater-, Musik- und Filmszene (Kolkata Film Festival) sind weitere Beispiele für den Stellenwert von Kunst und Kultur in der Stadt. Es gibt mehrere Universitäten, an denen intensiv geforscht wird. Viele farbenfrohe Feste und ein reges religiöses Leben sind für Kolkata mit seinem bedeutenden Kali-Tempel Kalighat signifikant.

### Theater und Film
Kolkatas Kunstszene ist berühmt für ihre lebendige Theaterkultur. Bei mehreren nichtreligiösen Jahresfesten werden Musik, Tanz und Theater aufgeführt, beispielsweise anlässlich von Ganga Utsav, das ab Ende Januar für einige Wochen am Diamond Harbour stattfindet.
In Kolkatas Theater- und Konzerthalle Rabindra Sadan wird gehobene Kultur geboten, Nandan in der benachbarten AJC Bose Road ist das führende Kino der Stadt. Das von dem berühmten Filmemacher Kolkatas, Satyajit Ray, gegründete Filmzentrum Nadan beherbergt ein Archiv, eine Bibliothek und einen Vorführraum.

### Museen

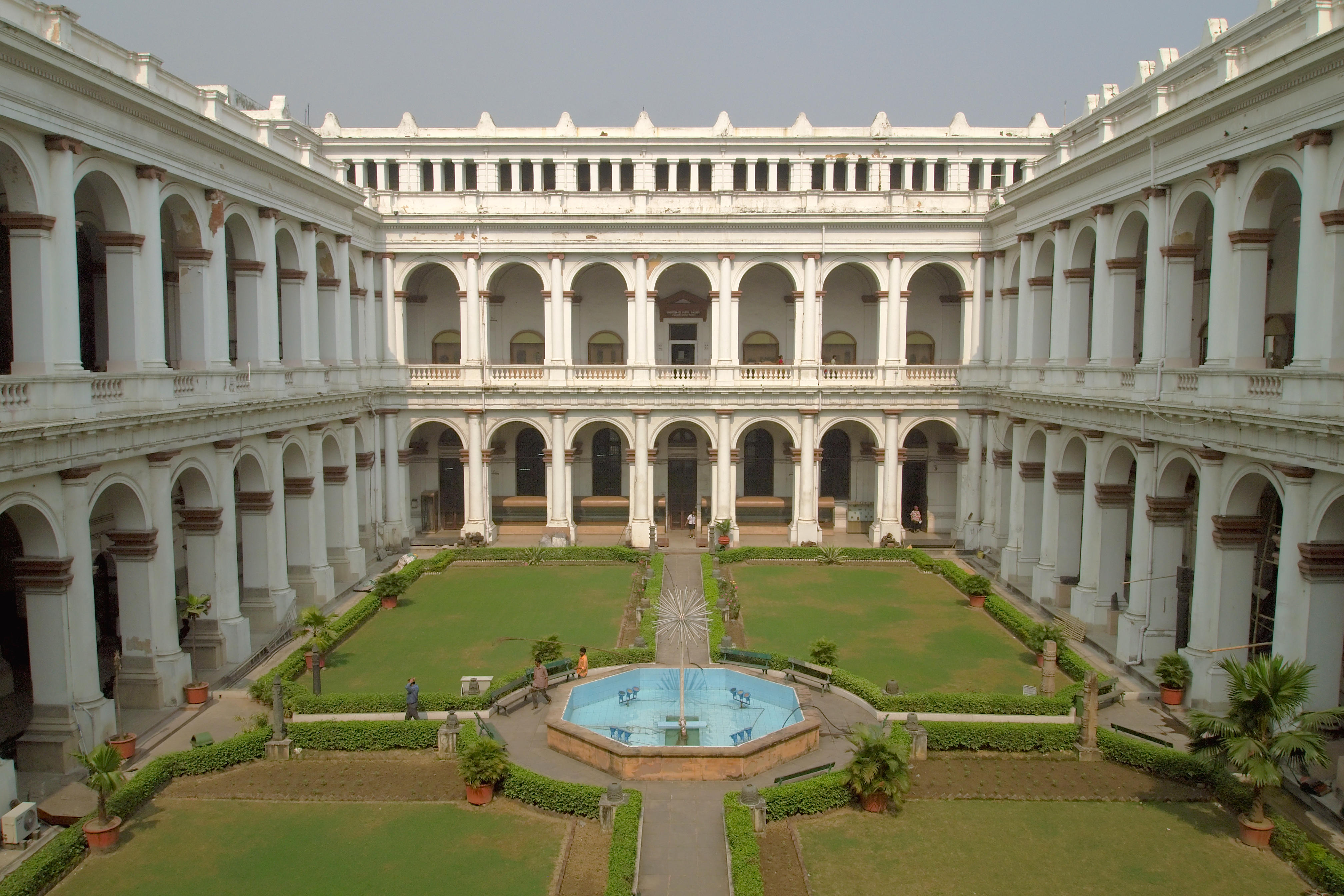
Indisches Museum

Das 1814 gegründete Indische Museum (Indian Museum), an der Kreuzung Chowringhee Road und Sudder Street gelegen, ist das älteste und größte des Landes. Das gegenwärtige, um einen zentralen Hof angelegte Gebäude mit hohen Decken wurde 1878 eröffnet und stellt als eines der größten Museen Asiens vielfältige Exponate aus – von Skulpturen bis hin zu naturgeschichtlichen Objekten.
Zu sehen ist eine Sammlung von Stein- und Metallskulpturen, in deren Mittelpunkt ein großartiges Löwenkapitell aus Sandstein aus dem 3. Jahrhundert v. Chr. steht. Eine Abteilung stellt Überreste des buddhistischen Stupas aus Bharhut in Madhya Pradesh aus dem 2. Jahrhundert v. Chr. aus. Zu den weiteren Exponaten gehören Steinskulpturen aus Khajuraho sowie Bilder der Company School, einer Gruppe indischer Künstler des 19. Jahrhunderts, die mit westlichen Techniken und Themen für europäische Mäzene tätig waren.
Die Calcutta Gallery am südlichen Ende des Maidan ist der indischen Bevölkerung Kolkatas und dem Unabhängigkeitskampf gewidmet. Die abendliche Sound and Light Show stellt dasselbe Thema dar. Das kleine Ashutosh-Museum der Indischen Geschichte im Centenary Building in der College Street besitzt eine Sammlung mit bengalischer Kunst, kunsthandwerklichen Exponaten, Stoffen und seltenen buddhistischen Manuskripten und Statuen.
Unmittelbar nördlich der St. Paul’s Cathedral lädt das Birla Planetarium, das größte Asiens und eines der größten der Welt, zu mehreren Vorführungen täglich ein. Südlich der Kathedrale präsentiert die Academy of Fine Arts in der Cathedral Road zeitgenössische bengalische Kunst. Neben Wanderausstellungen bietet sie Dauerausstellungen zu Werken von Künstlern wie Jamini Roy und Rabindranath Thakur. Ein Café und Grünanlagen tragen zum Ambiente bei. Der große Vortragssaal Rabinda Sadan hat regelmäßig klassische Musik auf dem Programm.

### Bauwerke

#### BBD Bag

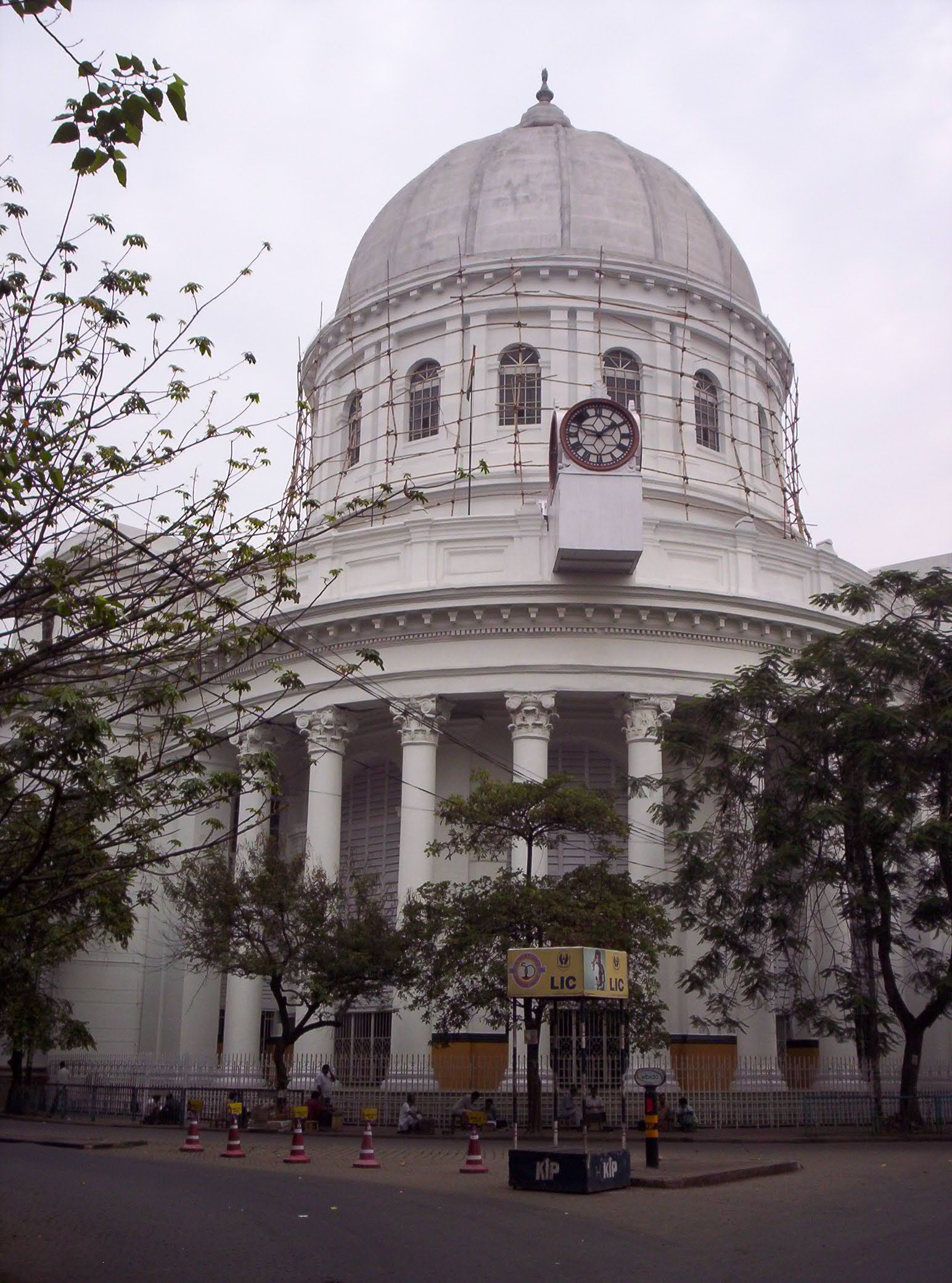
Hauptpostamt

Das wirtschaftliche und administrative Zentrum Kolkatas ist BBD Bag (anglisiert auch: BBD Bagh), das Einheimische noch immer Dalhousie Square nennen. Der neue offizielle Name erinnert an drei Revolutionäre, Benoy Basu, Badal Gupta und Dinesh Gupta, die am 8. Dezember 1930 den Generalinspektor für die Gefängnisse (Inspector General of Prisons), Colonel N. S. Simpson, auf dem Balkon des Writers’ Building erschossen. Der frühere Name Dalhousie Square bezieht sich auf den Generalgouverneur von Britisch-Indien, Lord Dalhousie. Er regierte von 1847 bis 1856. Im Zentrum des Platzes befindet sich das große Wasserbecken Lal Dighi.
Das 1868 an der Stelle des einstigen Fort William errichtete Hauptpostamt (General Post Office) im Westen des Platzes verbirgt angeblich hinter seinen Mauern das berüchtigte Black Hole of Calcutta. In einer heißen Juninacht des Jahres 1756 pferchten Schergen von Sultan Siraj-ud-Daula 146 englische Gefangene in eine kleine Kammer, die nur durch winzige Fensterschlitze belüftet wurde. Am nächsten Morgen waren die meisten erstickt. Die Wachen hatten die sich abzeichnende Tragödie nicht erkannt, und Siraj-ud-Daula war bestürzt, als ihn die Nachricht erreichte. Als Robert Clive die Macht über Kolkata zurückgewann, ließ er das 1756 durch Siraj-ud-Daula zerstörte Fort an der heutigen Stelle auf dem Maidan wieder aufbauen.
Nördlich des Platzes wurde 1780 das Writers’ Building errichtet, das heute Amtssitz der westbengalischen Regierung ist. Im ursprünglichen Gebäude waren die Beamten (writers) der Britischen Ostindien-Kompanie untergebracht. Ein Symbol von Kolkatas schottischer Tradition ist die graue Spitze der St Andrew’s Kirk, die sich nordöstlich des BBD Bag erhebt. Die schottische Kirche wurde 1818 trotz des starken Widerstands von Seiten der Anglikanischen Gemeinschaft errichtet.
Weiter östlich steht in der ältesten Straße der Stadt – der früheren Mission Row und heutigen R. N. Mukherjee Road – die 1770 von dem schwedischen Missionar Jahann Kiernander gegründete Alte Missionskirche. Die St John’s Church südlich des Hauptpostamtes geht auf das Jahr 1787 zurück. Im Inneren hängt neben Gedenktafeln an britische Einwohner und den ersten Bischof von Kolkata, Bischof Middleton, ein Abendmahl-Gemälde von Johann Zoffany, auf dem prominente Bürger der Stadt als Apostel dargestellt sind. Auf dem ältesten Friedhof der Stadt befindet sich auch das Grab von Job Charnock, dem Gründer der britischen Handelsniederlassung in Kolkata.

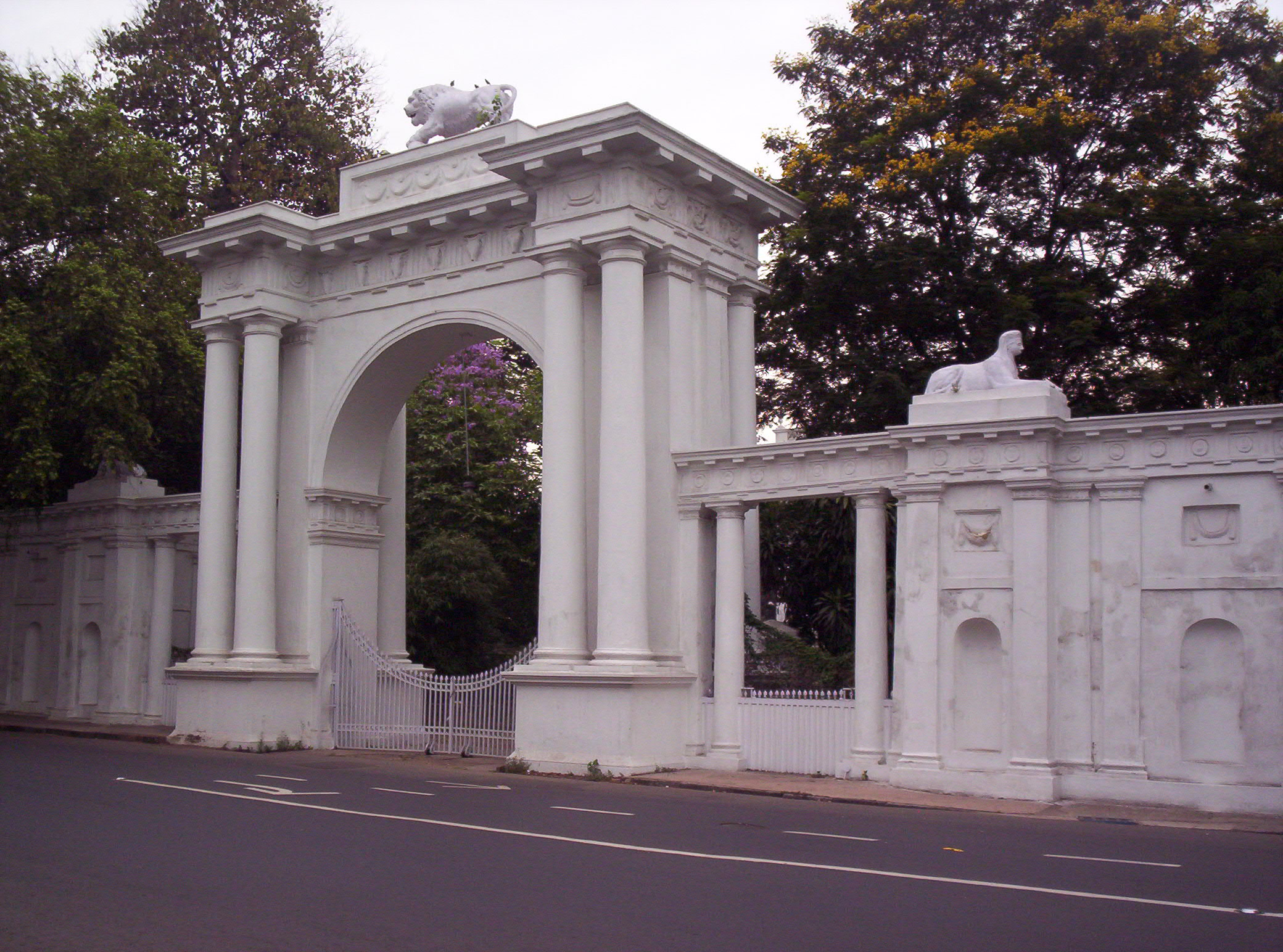
Nordtor Raj Bhavan

Das Gebiet südlich des Platzes wird vom Government House dominiert. Das Gebäude überschaut den Norden des Maidan und die Prachtstraße Red Road, die einst als Fluglandebahn fungierte und heute die einzige Hauptverkehrsstraße der Stadt ohne Schlaglöcher darstellt. Bis 1911 diente das Gebäude den britischen Generalgouverneuren und Vizekönigen als Residenz, heute ist es unter dem Namen Raj Bhavan die offizielle Adresse des Gouverneurs von Bengalen. Bei seinem Bau Ende des 18. Jahrhunderts sollte ein Palast nach dem Vorbild des Herrenhauses Kedleston Hall im englischen Derbyshire entstehen. Das durch einen hohen Eisenzaun vom Rest der Stadt abgeriegelte Haus kann durch vier prachtvolle Tore betreten werden. Neben dem einstigen Thronraum Georgs V. (1865–1936) und einem imposanten Ballsaal mit Kronleuchtern ist auch Kolkatas erster Aufzug zu bewundern, der noch heute funktioniert. Zu den über das Grundstück verteilten Trophäen gehören eine bronzene Kanone auf einem geflügelten Drachen, die während der Opiumkriege in Nanjing (China) erobert wurde, sowie Messingkanonen aus den Afghanistan-Feldzügen.

#### Fort William
Die Festung wurde an der Stelle des alten Dorfes Gobindapur nach der Niederlage der East India Company von 1756/58 in Auftrag gegeben, 1781 fertiggestellt und nach dem engl. König William III. (1650–1702) benannt. Das verzerrte Achteck mit einem Durchmesser von rund 500 Metern hat massive, niedrige Wehrmauern und sechs Tore. Seine Anlage sollte die gesamte europäische Gemeinde der Stadt im Falle eines Angriffs aufnehmen können, musste aber nie verteidigt werden.
Zu den Toren von Fort William führt vom Ende der Park Street eine Straße westlich durch die Parkanlage des Maidan. Nur bestimmte Bereiche des Forts William sind zu speziellen Anlässen der Öffentlichkeit zugänglich, da das Fort in der Gegenwart dem Militär Hauptquartier des Eastern Command dient.

#### Victoria Memorial
Der Stolz von Kolkata ist das am südlichen Ende des Maidan gelegene auffällige Victoria Memorial aus weißem Marmor mit seinen formal gestalteten Gärten und Wasserläufen. Während andere Kolonialbauten und Statuen umbenannt wurden, sind Versuche, das Victoria Memorial umzubenennen, bisher gescheitert. Die Popularität der Königin Victoria (1819–1901) (nach ihr ist das Denkmal benannt) scheint ungebrochen.
Das außergewöhnliche Gebäude mit neuromanischen Statuen über dem Eingang, mogulischen Eckkuppeln und eleganten hohen Kolonnaden an den Seiten wurde von dem britischen Außenminister Lord George Nathaniel Curzon (1859–1925) geplant, um dem Empire zur Zeit seiner höchsten Blüte ein Denkmal zu setzen. Entworfen wurde es von Sir William Emerson (1843–1924), fertiggestellt im Jahre 1921.

#### St. Paul’s Cathedral
Die nahe dem Victoria Memorial gelegene St. Paul’s Cathedral wurde 1847 unter Major W. N. Forbes errichtet. Das Eisenträgerdach mit den Maßen 75 mal 24 Meter war damals das weltweit längste seiner Art. Für eine bessere Belüftung erstrecken sich die Spitzbogenfenster bis auf Fußleistenniveau, und an den Decken hängen große Ventilatoren.
Unter vielen gut erhaltenen Erinnerungsstücken und Gedenktafeln an verstorbene Imperialisten ragt das Buntglasfenster heraus, das Sir Edward Burne-Jones (1833–1898) im Jahre 1880 zu Ehren des britischen Generalgouverneurs Lord Mayo (1822–1872) entwarf. Die ursprüngliche Kirchturmspitze wurde 1897 durch ein Erdbeben zerstört, nach einem weiteren Erdbeben im Jahre 1934 wurde sie dem Bell Harry Tower der Kathedrale von Canterbury nachgestaltet.

#### Marble Palace

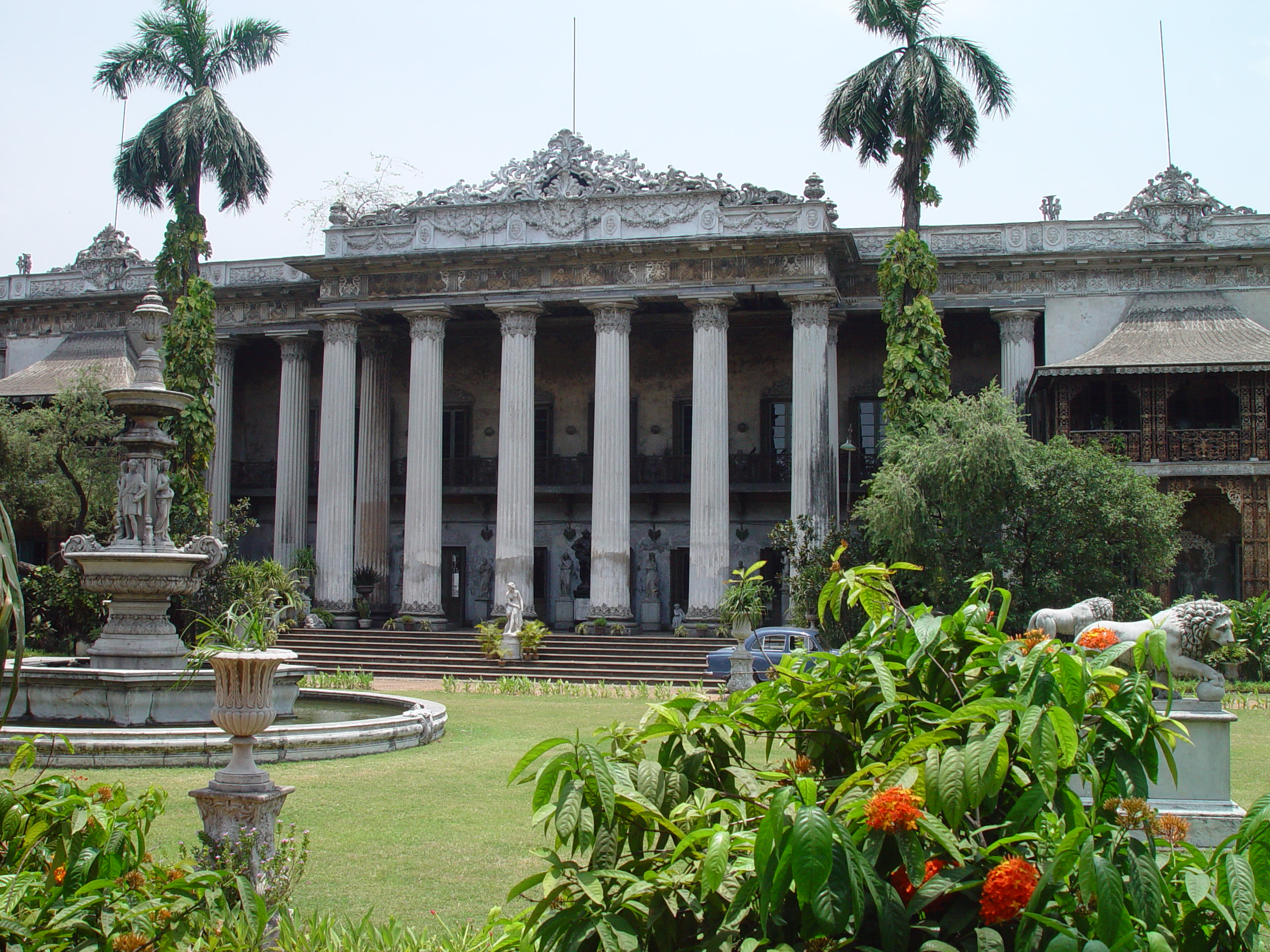
Marble Palace

Nördlich der MG Road an der Muktaram Babu Street, einer Seitenstraße der Chittaranjan Avenue, präsentiert der Marble Palace (Marmorpalast) seine Kostbarkeiten. Das imposante Herrenhaus mit Säulen wurde 1835 von Raja Rajendro Mullick Bahadur, einem reichen zamindar (Landbesitzer) errichtet. Es zeugt von den vielfältigen Einflüssen, denen seine Epoche ausgesetzt war. Die Nachfahren des Raja bewohnen noch heute den Palast, dessen Name sich auf die reich verzierten Marmorzimmer zurückführen lässt.
Sie sind mit Statuen, europäischen Antiquitäten, belgischem Glas, Kronleuchtern, Spiegeln und Ming-Vasen ausgestattet. Zu den Gemälden gehören Werke von Peter Paul Rubens, Tizian, Joshua Reynolds und Thomas Gainsborough. Erwähnung verdienen auch ein Bild von Ravi Varna – ein Porträt einer Frau, deren Augen dem Betrachter überallhin folgen – sowie eine Darstellung von fünf galoppierenden Pferden, die ihre Richtung zu verändern scheinen, während man an ihnen vorbeigeht.

#### Kalighat
Kolkatas wichtigster Tempel Kalighat (fünf Kilometer südlich der Park Street) steht im Zentrum eines dicht bewohnten Viertels. Der schlichte, typisch bengalische Tempel mit der gebogenen Dachform wurde 1809 aus Ziegeln und Mörtel errichtet und ist der schwarzen Göttin Kali, einer Shakti-Form, geweiht.
Der Legende zufolge geriet Shiva nach dem Tod seiner Frau Sati in Raserei und begann mit ihrem toten Leib zu tanzen, so dass die gesamte Welt erbebte. Die Götter versuchten ihn auf unterschiedliche Art zu bändigen, bis schließlich Vishnu seinen Sonnendiskus schleuderte und den toten Körper in 51 Teile zerstückelte. Jeder Ort, an dem eines dieser Teile zu Boden fiel, wurde zu pitha, einer Pilgerstätte für Anbeter des weiblichen Prinzips der Göttlichkeit – Shakti. Der Tempel Kalighat kennzeichnet den Ort, an dem ihr kleiner Zeh zu Boden fiel.

#### Rabindra Setu

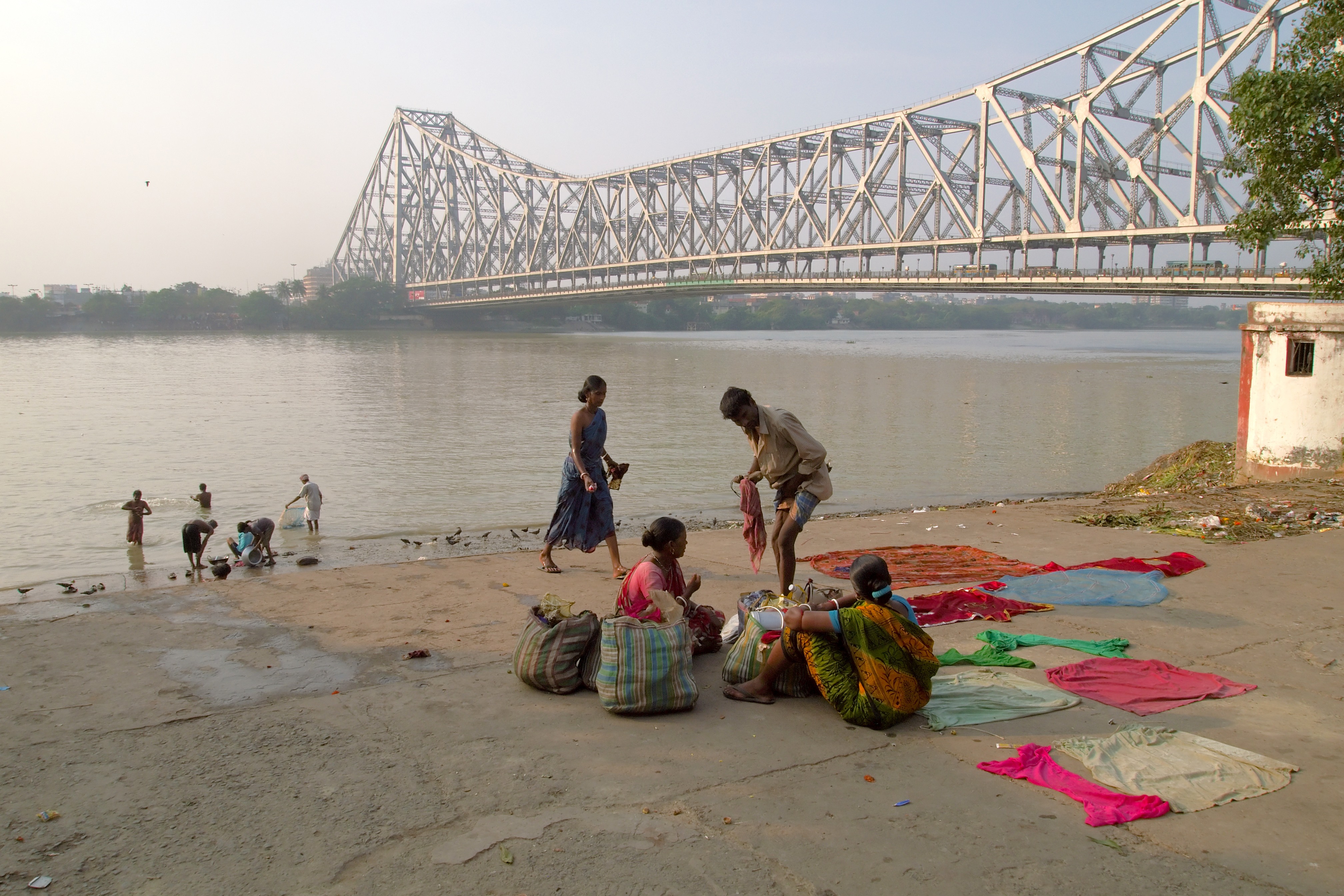
Rabindra Setu

Eines der berühmtesten Markenzeichen Kolkatas ist die Haora-Brücke (Howrah Bridge), die die Stadt mit der am westlichen Ufer des Hugli gelegenen Zwillingsstadt Haora verbindet. Sie ist eine 85 Meter hohe und 670 Meter lange Fachwerkbrücke, die den Fluss in einer einzigen Spanne von 457,5 Metern überwindet und damit eine der längsten Auslegerbrücken der Welt.
Ihr offizieller Name lautet Rabindra Setu. Sie wurde 1943 während des Zweiten Weltkrieges gebaut, um den alliierten Truppen Zugang zur Front in Birma, dem heutigen Myanmar, zu verschaffen und ersetzte eine ältere Pontonbrücke.
Die Haora-Brücke gilt als die verkehrsreichste Brücke der Welt, denn sie wird täglich von Millionen Pendlern benutzt; etwa 60.000 Fahrzeuge überqueren sie täglich.

### Parks
Das Herzstück der Stadt bildet der „Maidan Park“, der Stadtbewohner aller Schichten zu Ausstellungen und politischen Versammlungen, Sport und Müßiggang anzieht. Der „Maidan“ ist eine der größten städtischen Parkanlagen der Welt. Der Ursprung des Parks geht auf das Jahr 1758 zurück, als das heute eher unauffällige Fort William in Flussnähe gebaut wurde und der britische Offizier, Lord Robert Clive (1725–1774), Waldgebiete roden ließ, um freie Schusslinie für seine Geschütze zu schaffen.
Heute treiben die Einwohner dort Frühsport, Reiter galoppieren über die alten Wege und Schäfer bringen ihre Herden zum Grasen. Freizeitsportler finden sich am Nachmittag zu spontanen Fußball- und Cricketspielen oder zu Kabaddi-Wettbewerben zusammen. Jedes Jahr im Januar findet hier die Kolkata Book Fair, die größte Buchmesse des Landes, statt.

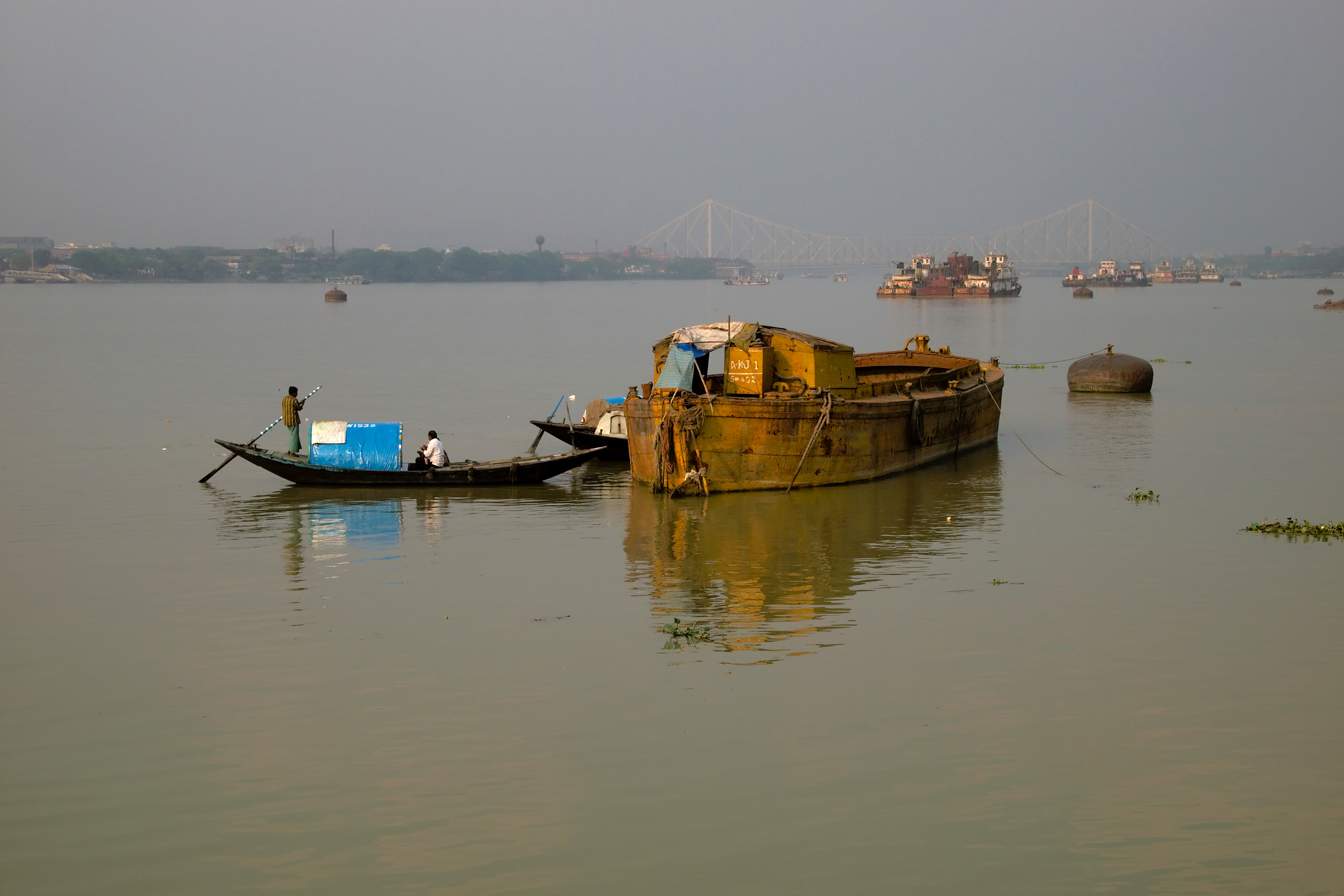
Hugli

Der Botanische Garten in Shibpur liegt zehn Kilometer südlich des Bahnhofs in Haora am Westufer des Hugli. Erst nach Öffnung der zweiten Hugli-Brücke haben die Stadtbürger die 109-Hektar-Anlage wiederentdeckt, die 1786 zur Entwicklung indischer Teesorten erschlossen wurde. Der Garten ist die Heimat von zahllosen Vogelarten, zu denen Watvögel, Kraniche und Störche gehören. Berühmteste Sehenswürdigkeit ist der weltweit größte Banyanbaum, der 24,5 Meter hoch ist und einen Umfang von 420 Meter aufweist. Er entstand Mitte des 18. Jahrhunderts und hat die Zyklone von 1864 und 1867 überlebt, denen jedoch sein Hauptstamm zum Opfer fiel. Seine 1825 Luftwurzeln fallen vom oberen Gezweig Richtung Boden hinab und vermitteln den Eindruck eines kleinen Waldes. An anderer Stelle säumen Palmen kleine Seen und Teiche mit Fußgängerbrücken. Sehenswert sind auch das Palmenhaus, das Orchideenhaus, das Herbarium und die Farnhäuser.
Nicht weit von der Rennbahn in Alipur (anglisierend auch Alipore) entfernt und gegenüber dem luxuriösen Taj Bengal Hotel gelegen, besitzt der Zoologische Garten Alipur so seltene Geschöpfe wie Tigon (Kreuzung aus Tiger und Löwe), Litigon (Kreuzung aus Löwe und Tigon) oder Litatitigon. Der Tiergarten hat außerdem weiße Tiger aus Rewa, ein Reptilienhaus, ein Aquarium, einen Kinderzoo und mehrere Restaurants.

### Sport

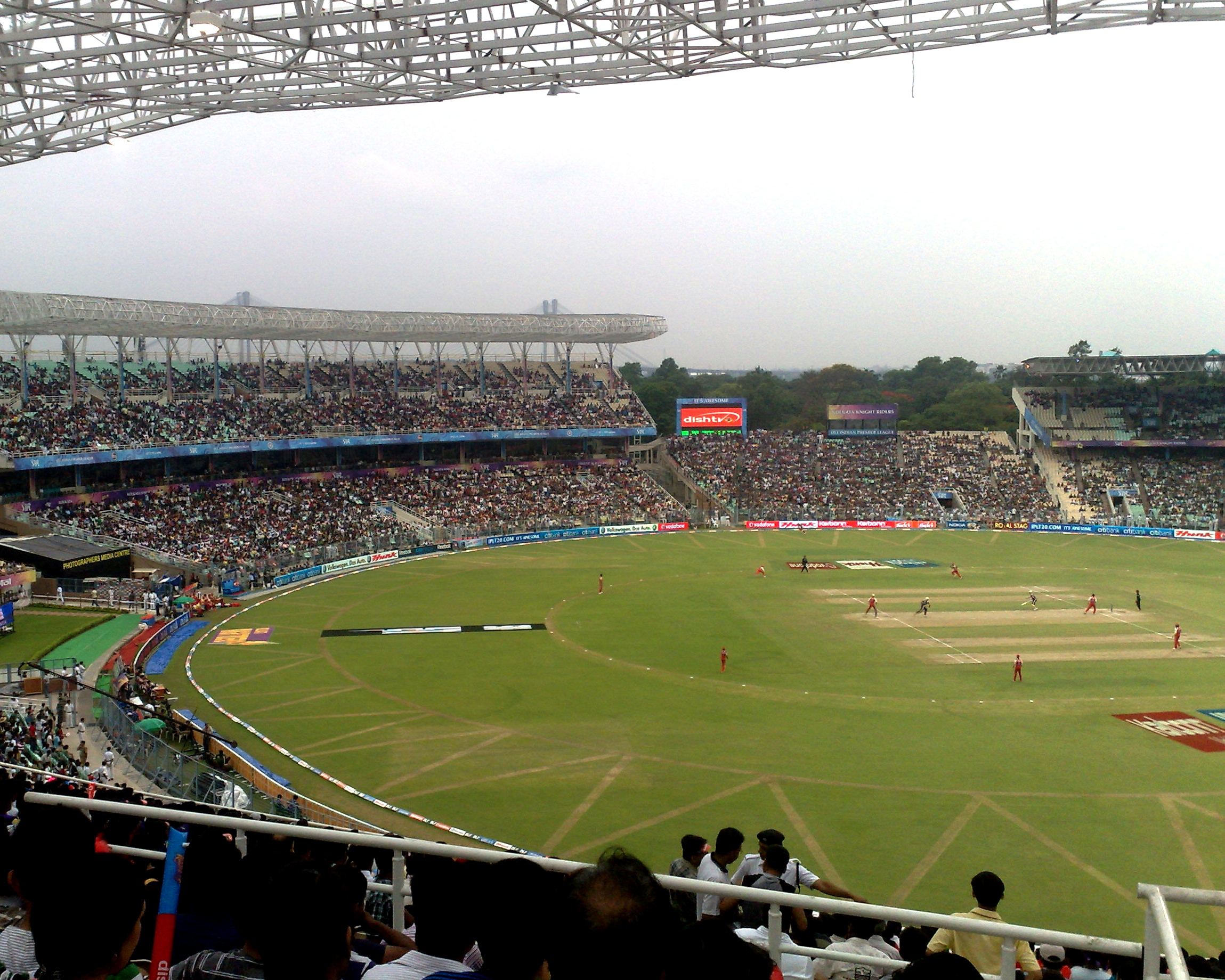
Das Ranji Stadium während der Indian Premier League 2011

Kolkata ist die indische Fußballmetropole und beherbergt mehrere Erstliga-Vereine der National Football League. Besonders die beiden großen Vereine Mohun Bagan Athletic Club und der East Bengal Club prägen seit den 1930er Jahren den indischen Fußball. Beide Vereine spielen zusammen mit dem Mohammedan Sporting Club im Yuba Bharati Krirangan (auch Salt Lake Stadium), einem Fußballstadion für 120.000 Zuschauer im Stadtteil Bidhan Nagar (auch Salt Lake City).
Darüber hinaus ist Kolkata auch ein Zentrum des Pferderennsports: die im Royal Calcutta Turf Club (RCTC) entwickelte Calcutta Auction ist eine spezielle Form der Sportwette, die sich in den Ländern des früheren Britischen Empires und den USA großer Beliebtheit erfreut. In den Eden Gardens steht das 100.000 Zuschauer fassende Ranji Stadium, ein weltberühmtes Test-Cricket-Stadion. In der Stadt bestreitet die Indische Cricket-Nationalmannschaft regelmäßig Heimspiele gegen andere Nationalmannschaften. Im Ranji Stadium fanden unter anderem Spiele bei den Cricket World Cups 1987, 1996, 2011 und 2023, der ICC World Twenty20 2016 und der ICC Women’s World Twenty20 2016 statt. Hier kommt es gelegentlich zu Ausschreitungen unter Zuschauern. Das lokale Cricketteam Kolkata Knight Riders spielt in der Indian Premier League.

### Regelmäßige Veranstaltungen

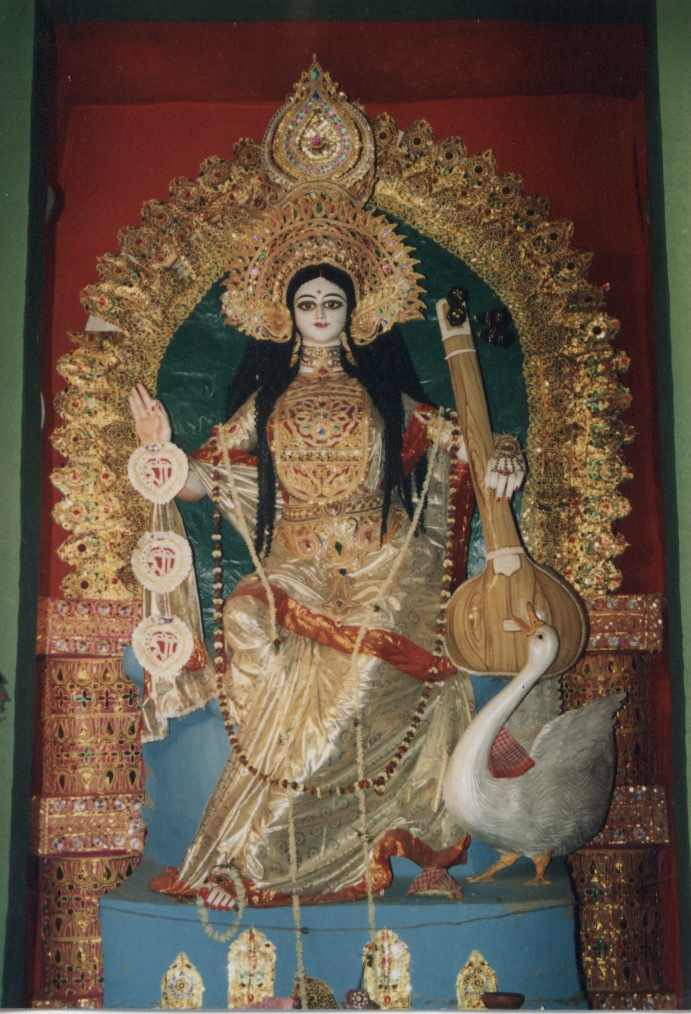
Saraswati für Straßenpuja

Die meisten Konzerte finden im Winter und Frühjahr statt. Viele von Indiens besten Musikern treten Ende Januar/Anfang Februar im Rahmen des einwöchigen Dover Lane Music Festival auf, das in einem großen Zelt in Kolkatas Süden veranstaltet wird. Andere bedeutende kulturelle Treffpunkte bei ein- und mehrtägigen Musikveranstaltungen sind Rabinda Sadan, AJC Bose Road/Cathedral Road, sowie Kala Bhavan, Theatre Road.
Im Oktober findet das größte Fest statt, das die gesamte Stadt in ihren Bann zieht, Durga Puja, das Hauptfest zu Ehren der Göttin Durga (ein anderer Aspekt der Kali). In allen Höfen, Straßen und Gebäuden werden Statuen aufgestellt, in denen fünf Tage lang mit großem Pomp die Göttin verehrt wird. Anschließend feiern die Menschen in der ganzen Stadt mit Musik, Tanz und anderen kulturellen Veranstaltungen. Der Verkehr kommt teilweise zum Erliegen.
Im November findet das siebentägige Kolkata Film Festival statt. Es zieht um die 100.000 Zuschauer an und hat keinen internationalen Wettbewerb. Seit 1995 wird das Festival jährlich veranstaltet. Allerdings gab es bereits 1952 ein internationales Filmfestival in Kolkata, das auf die Gründung einer Film Society im Jahre 1947 zurückgeht. Die Stadt war 1907 auch die erste Indiens, in der ein feststehendes Kino errichtet wurde. Seit jeher ist Kolkata auch eines der Zentren der indischen Filmindustrie, insbesondere für Filme in bengalischer Sprache.

### Gastronomie
Die traditionelle bengalische Küche ist, obwohl Kolkatas Bewohner gerne auswärts essen, auf den heimischen Herd beschränkt. Beliebt sind die authentischen chinesischen und muslimischen Restaurants sowie die tibetischen Cafés. Das westliche Ende der Park Street ist das abwechslungsreichste Stadtgebiet für Bars und Restaurants.
Blue Fox und Moulin Rouge sind klingende Namen, die an die 1960er und 1970er Jahre erinnern, als die Straße ein kleines, jedoch sehr lebendiges Zentrum für Jazz, Pop und Kabarett war. Einige Bars und Restaurants bieten noch heute Live-Musik. Die westlichen Touristen, die in kleinen Hotels in der Umgebung der Sudder Street wohnen, werden von den dortigen Küchen und Cafés versorgt.
Besonders in New Market und Sudder Street verkaufen die zahlreichen Straßenhändler den beliebten Chai (schwarzer Tee), bei denen würziges indisches Frühstück und starker süßer Tee vormittags nur einen Bruchteil der Restaurantpreise kosten. Hinter New Market servieren mehrere muslimische Restaurants überwiegend Fleischgerichte, doch es sind auch Samosa (Teigtaschen) erhältlich.

### Handel

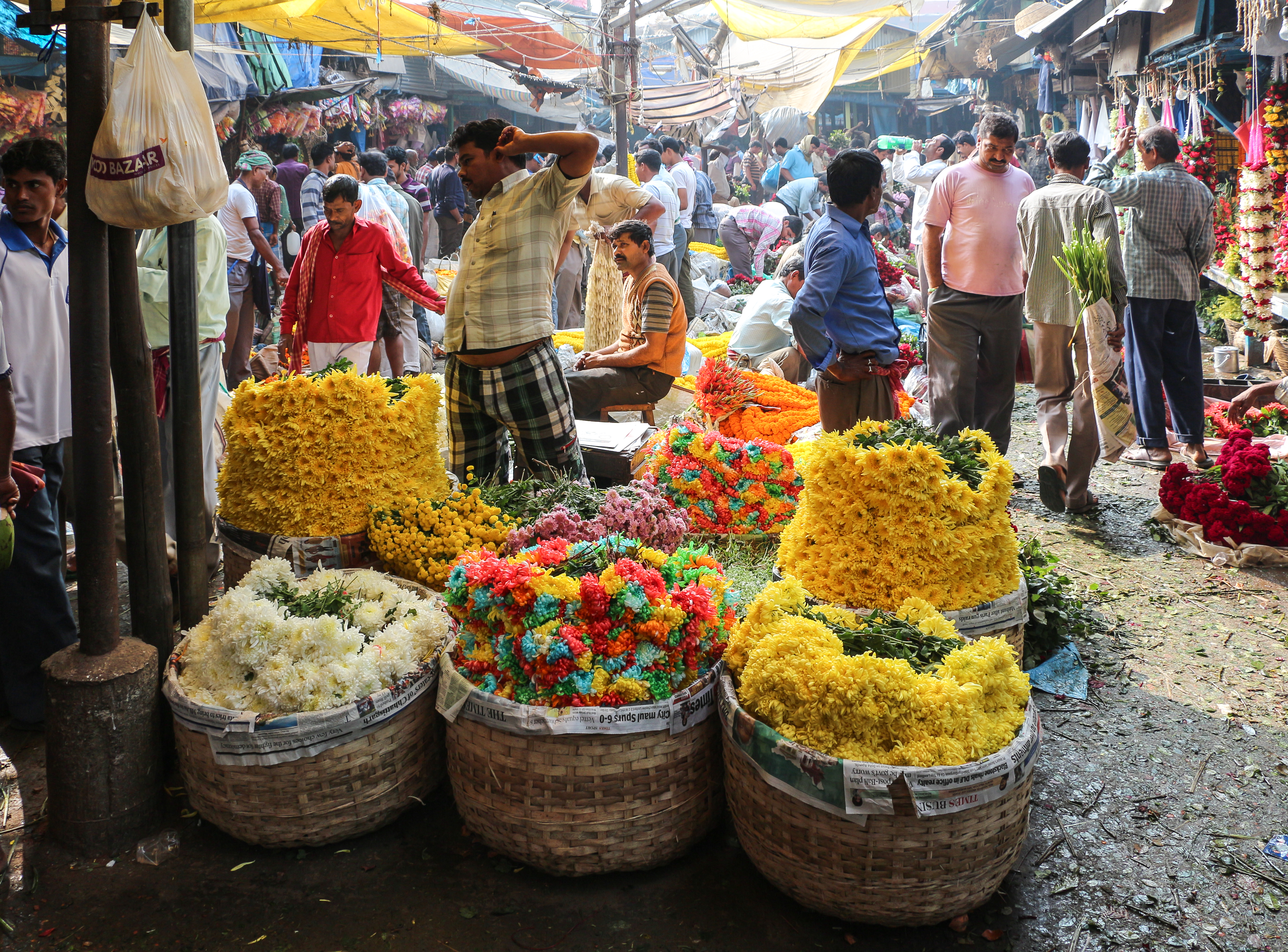
Blumenmarkt

Im Gegensatz zu Delhi ist Kolkata nicht auf den Tourismus fixiert – was mit wenigen Ausnahmen deutlichen Niederschlag in den Geschäften findet. Es gibt dennoch viele bunte Märkte, von denen vor allem der ausgedehnte New Market und lokale Institutionen wie der Gariahat im Süden in Baliganj (anglisierend auch Ballygunge) und Barabazaar im Norden Erwähnung verdienen.
Moderne Einkaufszentren für Bücher, Kleidung, Lederwaren und Schmuck sind über die gesamte Stadt verteilt. Zu ihnen gehören Emami Shoppers City, Lord Sinha Road, das Metro Shopping Centre in 1 Ho Chi Minh Sarani und Shree Ram Arcade gegenüber Lighthouse in der Nähe des New Market. Staatliche Emporien (Kaufhäuser), von denen viele im großen Einkaufskomplex Dakshinapan südlich der Dhakuria-Brücke nahe Gol Park ansässig sind, führen eine gute Auswahl an kunsthandwerklichen Artikeln.
Zum typisch bengalischen Kunsthandwerk gehören Metallarbeiten (dokra) aus dem Gebiet um Shantiniketan im Nordwesten der Stadt – im Wachsausschmelzverfahren hergestellte Objekte wie beispielsweise Tiergestalten, Vögel oder Terrakotta-Pferde aller Größen aus Bankura. Kantha-Stoffe tragen ein feines lineares Stickmuster mit dekorativen Formen, während bengalische Lederwaren eher schlichte Muster und dezente Farben aufweisen.

## Wirtschaft und Infrastruktur

### Wirtschaft

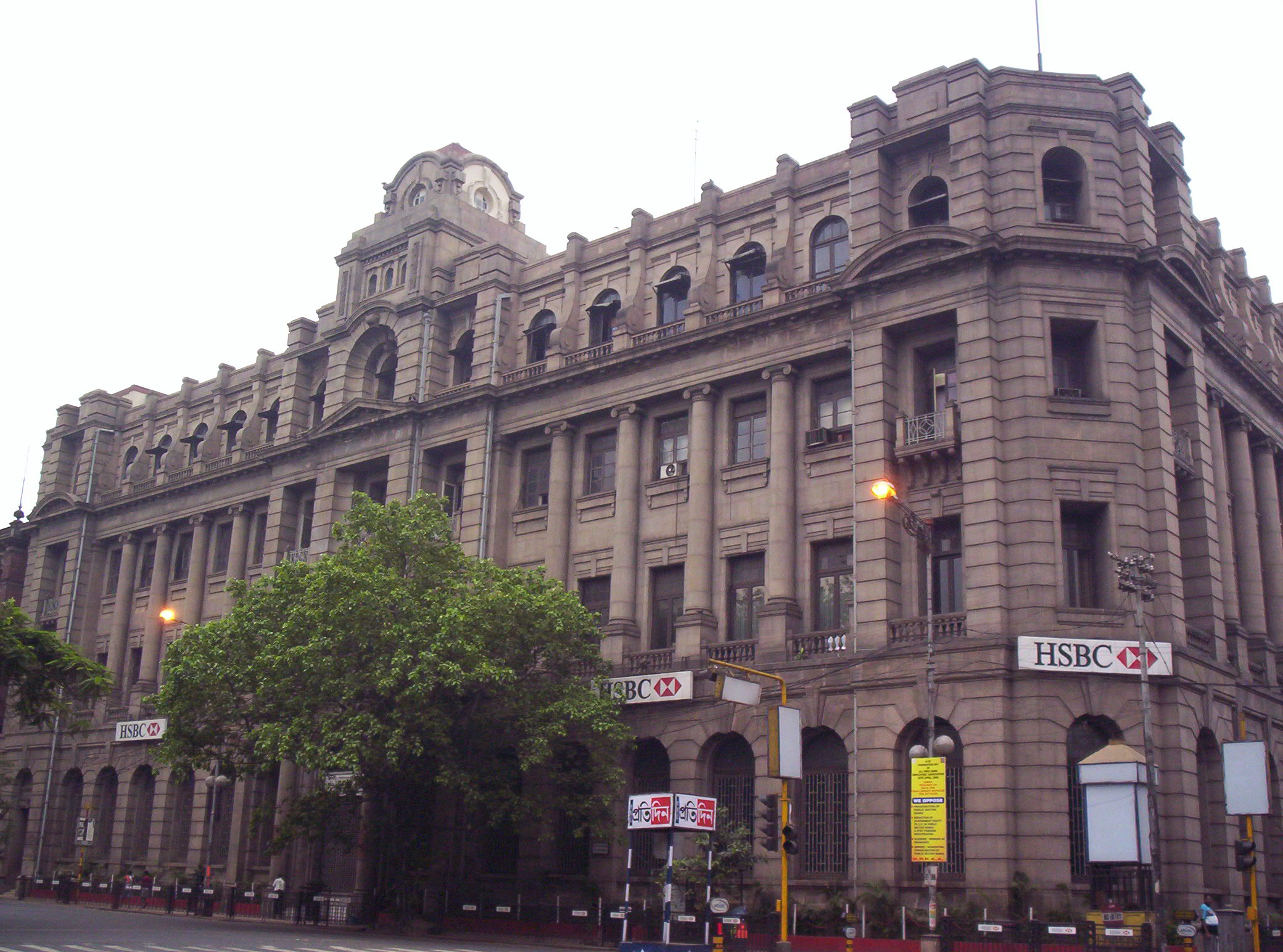
HSBC Kolkata

Laut einer Studie aus dem Jahr 2014 erwirtschafte der Großraum Kolkata ein Bruttoinlandsprodukt von 60,4 Milliarden US-Dollar (KKP). In der Rangliste der wirtschaftsstärksten Metropolregionen weltweit belegte er damit den 196. Platz und den dritten in Indien hinter Delhi und Mumbai. Das BIP pro Kopf betrug 4.036 US-Dollar, womit Kolkata das niedrigste Pro-Kopf Einkommen unter allen 300 untersuchten Städten aufwies. Das BIP pro Kopf stieg zwischen 2000 und 2014 im Durchschnitt um jährlich 5,2 Prozent. Die Stadt Kolkata ist für einen großen Teil der ökonomischen Aktivität des Bundesstaats Westbengalen verantwortlich. 

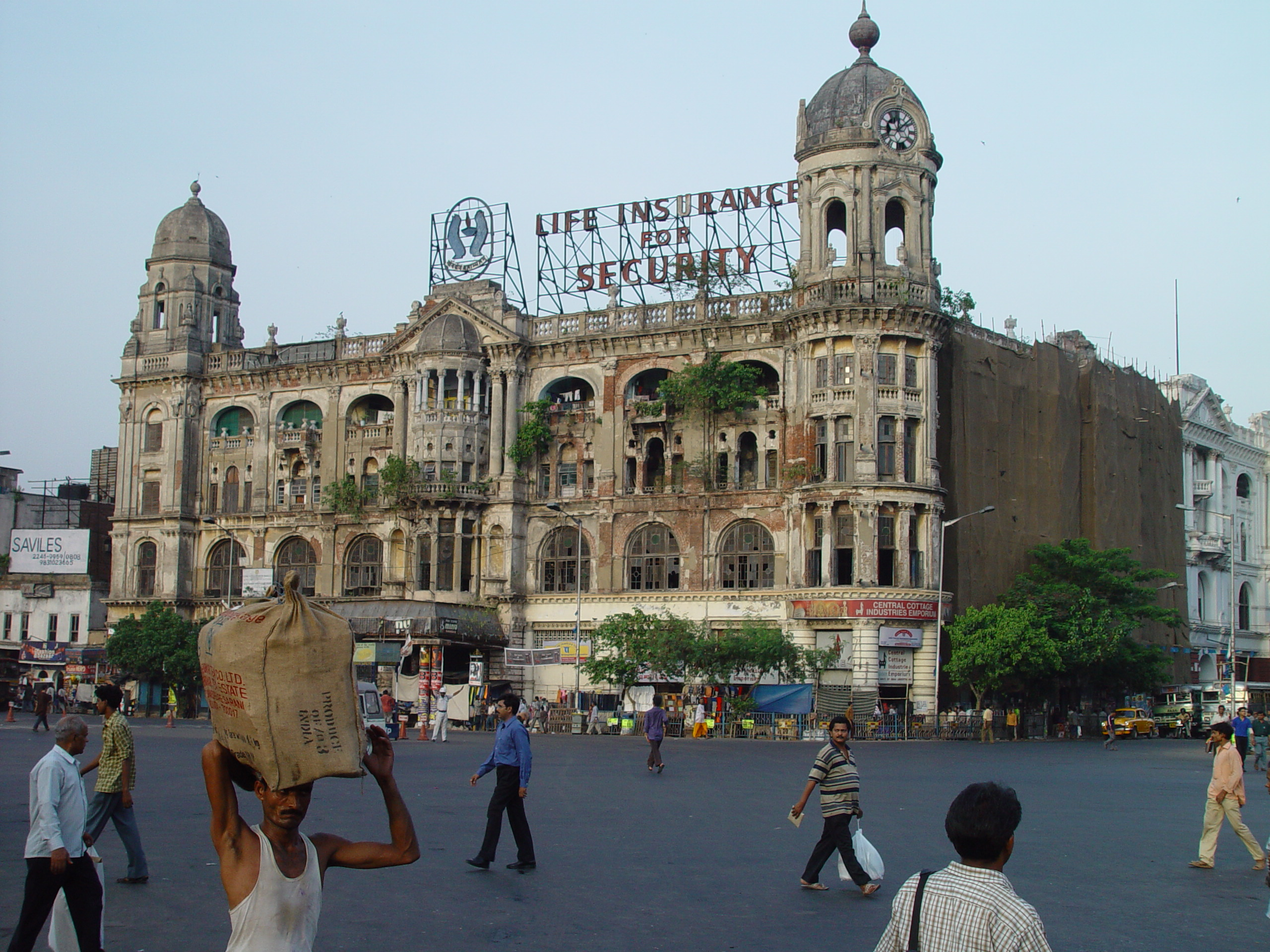
Metropolitan Building (1916 gebaut, wurde von 2003 bis 2007 restauriert)

Die Wirtschaftspolitik der Stadt orientiert sich an der gelenkten Volkswirtschaft, wobei die Wirtschaft seit 1991 zunehmend dereguliert und privatisiert wurde. Der Informelle Sektor hat einen Anteil von 40 Prozent an der erwerbstätigen Bevölkerung der Stadt. Die größten Wachstumssektoren sind die durch Outsourcing, insbesondere US-amerikanischer Unternehmen, prosperierenden Bereiche Hard- und Softwareherstellung, Call-Center, sowie das Verlags- und das Gesundheitswesen.
Den größten Zuwachs im Jahre 2005 verzeichnete der Technologiesektor mit einer Wachstumsrate von 70 Prozent. Zahlreiche Dienstleistungsjobs aus aller Welt wurden in den letzten Jahren nach Kolkata verlagert. Die Call-Center beschäftigen bereits mehrere zehntausend Menschen, mit steigender Tendenz. Alle wichtigen nationalen und internationalen Technologiefirmen haben große Niederlassungen in der Stadt.
Kolkata besitzt eine vielfältige verarbeitende Industrie mit Jute, Papier, chemischer und petrochemischer Industrie, Schiff- und Maschinenbau. In der Stadt werden Nahrungsmittel, Elektronik- und Transportgeräte, Textilien aus Baumwolle und Seide, Stahl und Gummiprodukte hergestellt.
Bedeutende indische Konzerne und Banken haben in der Stadt ihren Hauptsitz: ITC Limited, Bata India, Birla Corporation, Coal India Limited, United Bank of India, UCO Bank und Allahabad Bank. Auch die zweitgrößte Börse des Landes, die Calcutta Stock Exchange (CSE), hat ihren Sitz in Kolkata.
Trotz seines Rufes als „Armenhaus“ Indiens bietet die Wirtschaft der Metropole Kolkata auch den Ärmsten Möglichkeiten. In Mumbai mit seinen ausgedehnten städtischen Slums sind die damit einhergehenden Probleme nicht geringer als in Kolkata, auch wenn Verfilmungen wie die des Romans „City of Joy“ (Stadt der Freude) einen anderen Eindruck hinterlassen.

### Verkehr

#### Fernverkehr

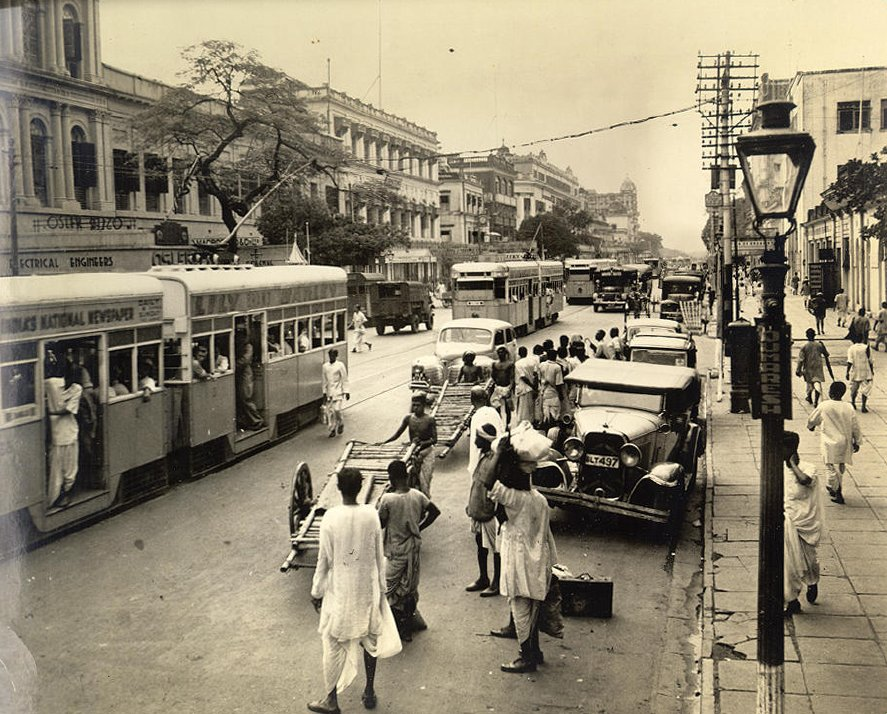
Straßenverkehr 1945

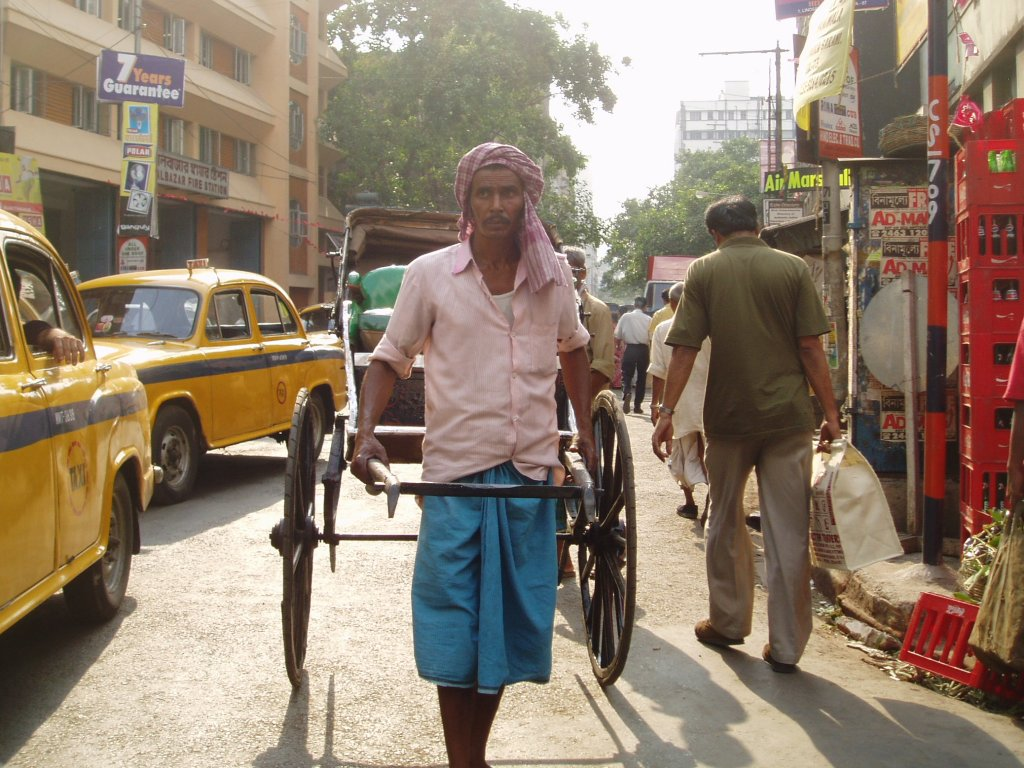
Rikschamann

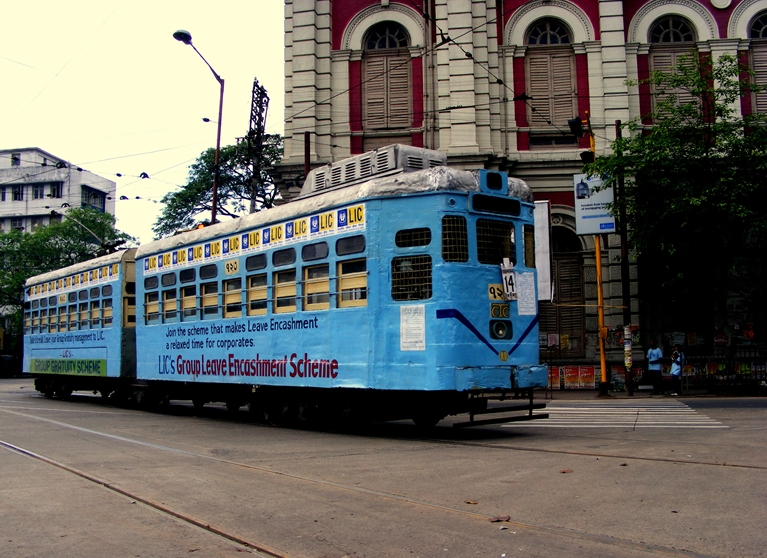
Straßenbahn (2008)

Kolkata ist mit Straßen, Eisenbahnlinien, Überland-Busbahnhof, U-Bahn (bis 2003 Indiens einziges U-Bahn-System), Hafen und internationalem Flughafen der bedeutendste Verkehrsknotenpunkt der Region.
Der zehn Kilometer nördlich der Stadt in Dum Dum gelegene Flughafen wurde 1924 gegründet und besitzt heute einen nationalen und einen internationalen Teil. Er trägt seit 1995 den Namen Netaji Subhash Chandra Bose International Airport, bekannter ist allerdings die alte Bezeichnung „Dum Dum International Airport“. Kolkata besitzt ein gutes Netzwerk nationaler Flugverbindungen und ist durch einige internationale Verbindungen an nahe und ferne Länder angeschlossen.
Der Hafen von Kolkata ist der zweitwichtigste des Landes und liegt 120 Kilometer von der Küste entfernt.
Beide Bahnhöfe Kolkatas haben noch keinen U-Bahn-Anschluss, diese ist in Bau. Howrah Station (হাওড়া স্টেসন) – Ankunftsort der wichtigsten Züge von Süden und Westen – befindet sich einige Kilometer westlich des Zentrums am anderen Hugli-Ufer. Der Bahnhof Sealdah Station (শিয়ালদা স্টেসন), Ziel der Züge von Norden, liegt wesentlich günstiger am Ostrand des Zentrums, so dass keine Flussüberquerung nötig ist. An beiden Bahnhöfen befinden sich Vorauszahlungs-Taxistände.
Kolkata ist das Eingangstor nach Bangladesch. Es gibt mehrere Flüge von Kolkata nach Dhaka mit Bangladesh Biman Airlines und Indian Airlines. Direkte Zugverbindungen von Kolkata nach Bangladesch gibt es nicht, doch Züge fahren vom Bahnhof Sealdah bis nach Bongaon, von wo man mit einer Motorrikscha ins fünf Kilometer entfernte Haridaspur und weiter mit einer Rikscha nach Benapal an der Grenze gelangt. Dort stehen Unterkünfte zur Verfügung. Von dort gelangt man mit dem Bus oder Auto via Jessore nach Dhaka.

#### Nahverkehr

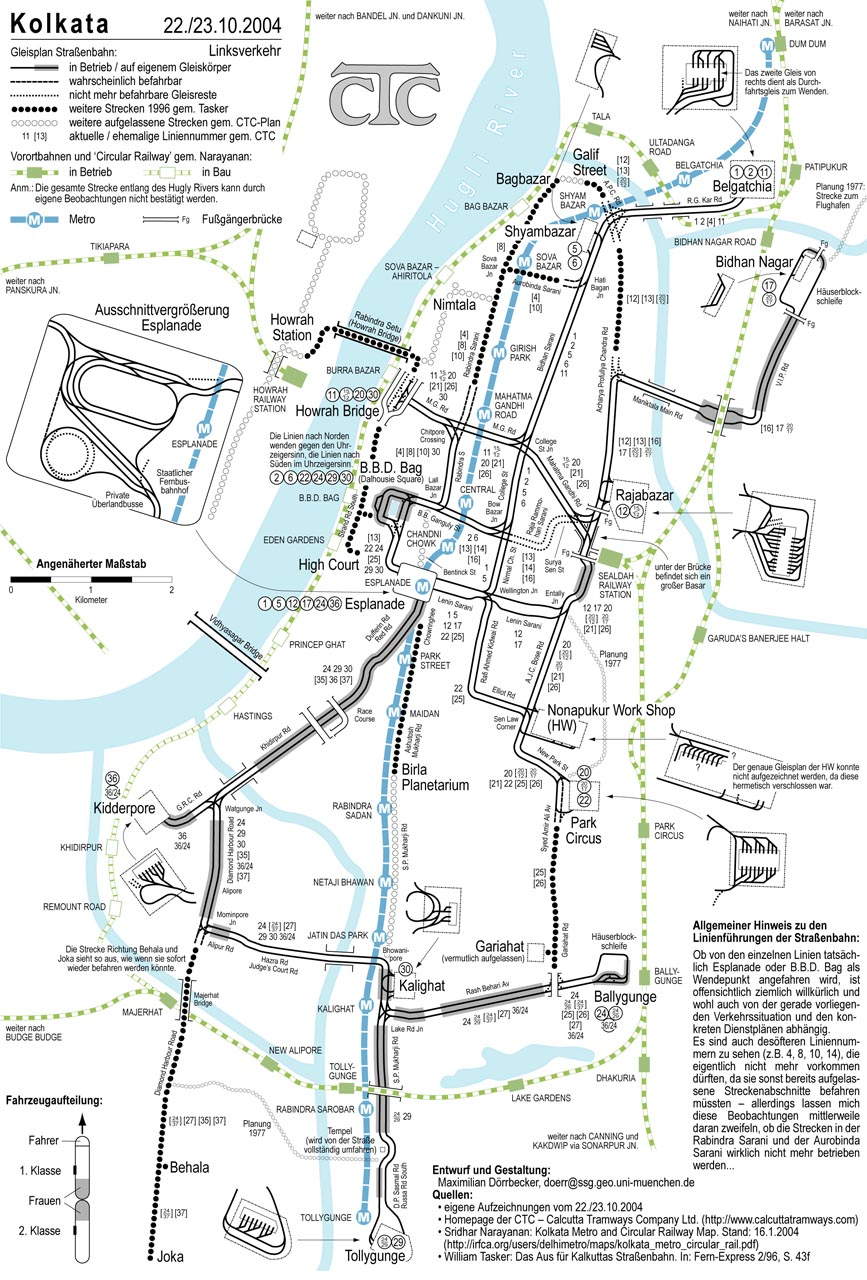
Schienennahverkehr in Kolkata (Oktober 2004)

Fast alle öffentlichen Transportmittel, dazu gehören Straßenbahnen, Busse, Minibusse, Taxis und Rikschas, tragen auch zum täglichen Verkehrschaos bei. Nur die am 24. Oktober 1984 eröffnete Kolkata Metro, die erste U-Bahn Indiens, stellt ein schnelles, sauberes und gut funktionierendes Fortbewegungsmittel dar. Sie befährt allerdings nur eine 16,5 Kilometer lange Strecke und kann somit das Verkehrschaos nur wenig lindern.
Die Straßenbahn Kalkuttas ist mittlerweile (Stand 2024) die einzige verbliebene in ganz Indien. Ihre Geschichte geht auf das Jahr 1873 zurück, als erstmals eine Pferdebahn eingerichtet wurde. Am 24. Februar 1873 fuhr die erste Pferdebahn, die am 20. November 1873 jedoch ihren Betrieb wieder einstellte. Im November 1880 wurde ein neuer Anlauf unternommen. Ab 1900 wurden die Strecken als erste Straßenbahn in ganz Asien elektrifiziert. Ein weiterer Ausbau folgte, und 1960 hatte die Calcutta Transport Company 450 Straßenbahnwagen in Betrieb. Die gesamte Streckenlänge betrug im Jahr 1969 70,74 km und die Zahl der Linien lag in den 1970er Jahren bei 52. Die Stadtregierung setzte danach auf den Auto- und Busverkehr. 1992 wurde der Busverkehr mit 40 Bussen aufgenommen. 2011 lag die Länge des Straßenbahn-Streckennetzes bei 57,17 km. Im Jahr 2015 waren noch 25 Linien und im Jahr 2024 nur noch drei in Betrieb. Zunehmend setzen sich lokale Aktivisten für den Erhalt und Wiederausbau der lange Zeit das Stadtleben prägenden Tram ein.
Kolkata ist die einzige Stadt Indiens, in der es von Menschen gezogene Rikschas gibt. Sie stehen jedoch nur in den zentralen Stadtgebieten zur Verfügung, besonders rund um New Market, wo viele Rikschamänner ihr geringes Einkommen im Zuhältermilieu aufbessern. Die Rikschas sind vor allem im Monsun lukrativ, wenn die Straßen hüfthoch überschwemmt sind und die Rikschamänner eine angemessene Geldsumme für ihre Anstrengungen fordern können. Die meisten von ihnen sind obdachlose Bihari, die ein kurzes und hartes Leben führen.
Motor-Rikschas sind im Stadtzentrum selten. Man nutzt sie als Sammeltaxi auf bestimmten Strecken und als Verbindung zu den Metrostationen in Vorstädten wie Rashbehari oder Gariahat. Fahrradrikschas sind aus der Innenstadt verbannt worden und nur in Vorstädten zu finden.

### Medien

#### Printmedien

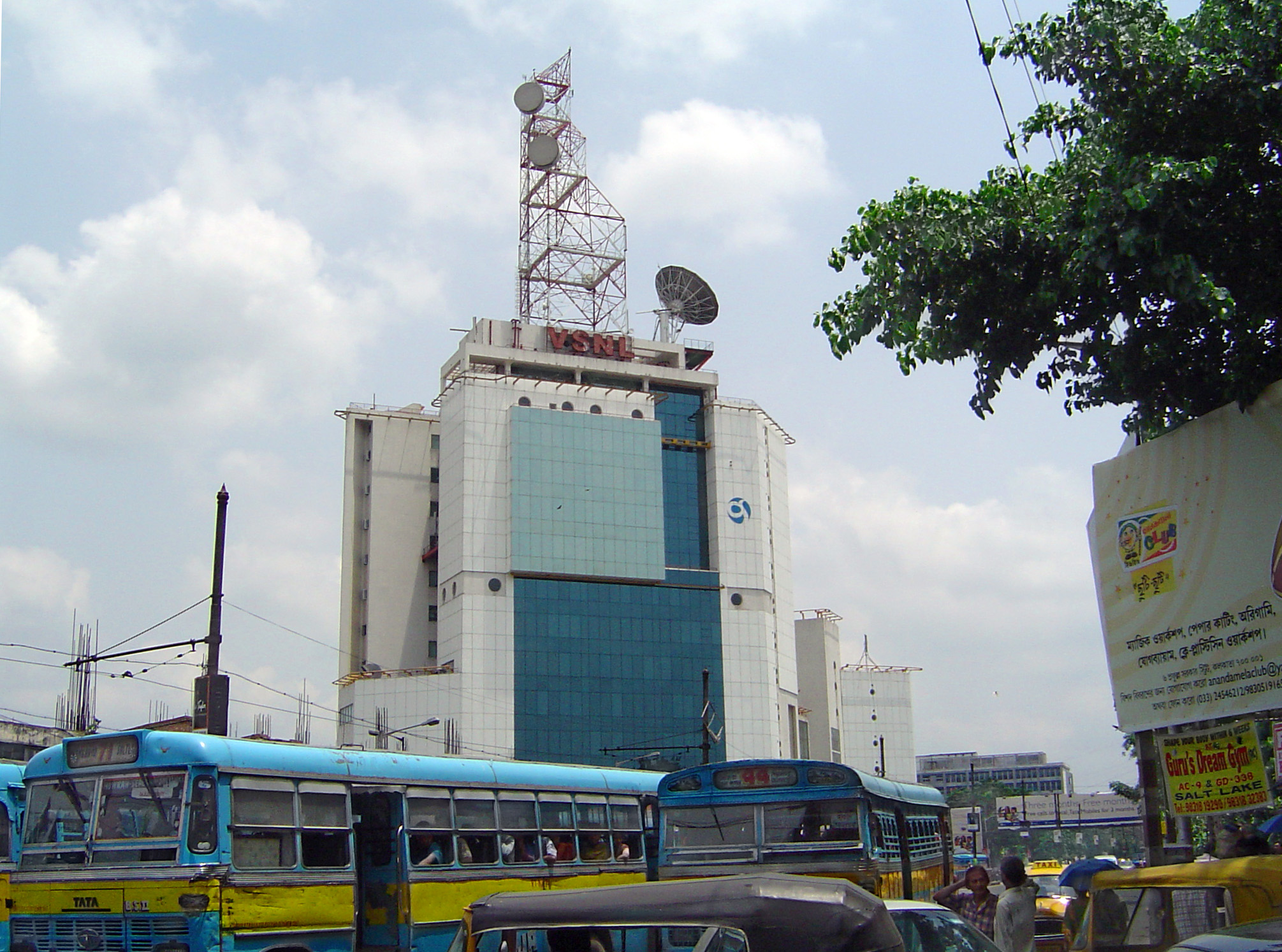
Gebäude der TATA IndiCom

Die Printmedien spielen neben dem Fernsehen im Alltagsleben Kolkatas und somit auch bei der Meinungsbildung eine äußerst wichtige Rolle. Zeitungen und Magazine werden insgesamt stärker von Männern gelesen, die formal über eine höhere Bildung und über ein relativ hohes Einkommen verfügen. Wichtige Tageszeitungen in bengalischer Sprache sind Anandabazar Patrika, Aajkaal, Bartaman sowie Sangbad Pratidin and Ganashakti. In englischer Sprache erscheinen in Kolkata The Telegraph, The Statesman, Asian Age, Hindustan Times und The Times of India.

#### Rundfunk
Die Stadt besitzt sechs lokale FM-Radiosender: AIR Kolkata, Radio Mirchi (98,3 MHz), Red FM (93,5 MHz), Aamar FM (106,2 MHz), Gyan Vani (105,4 MHz), und Power FM (107,8 MHz). Dazu können noch zahlreiche weitere staatliche und private Radiosender über UKW, Kabel und Satellit empfangen werden. Der Radiomarkt in Kolkata und ganz Indien befindet sich durch die erst zögerliche Einführung des privaten Rundfunks 1993, dessen Verbot 1998 und Wiedereinführung 1999 zurzeit im Umbruch. Die Hörfunklandschaft ändert sich nachhaltig, weitere Sender werden hinzukommen und die Nutzung des Hörfunks wird durch das breitere Angebot steigen.

#### Fernsehen
Erst 1972 wurde in Kolkata von All India Radio, dem heutigen Sender Doordarshan, mit der Ausstrahlung von regelmäßigen Fernsehprogrammen begonnen – 13 Jahre nach der Einführung des Fernsehens im Raum Delhi. Farbfernsehen und Satellitenprogramme gibt es seit 1982.
Während in der Gegenwart etwa drei Viertel der Haushalte in Kolkata über terrestrischen Fernsehempfang verfügen, auf dem Land sind es nur ein Drittel, war Satelliten- und Kabelfernsehen am Anfang nur der Elite vorbehalten. Heute erreicht die Errungenschaft vor allem die wachsende städtische Mittelschicht und damit eine breitere Bevölkerung.
Das staatliche indische Fernsehen Doordarshan strahlt in Kolkata zwei terrestrische Fernsehkanäle aus. Des Weiteren sind zahlreiche Kabel- und Satellitenkanäle auf Bengali, Hindi und Englisch zu empfangen.

### Bildung

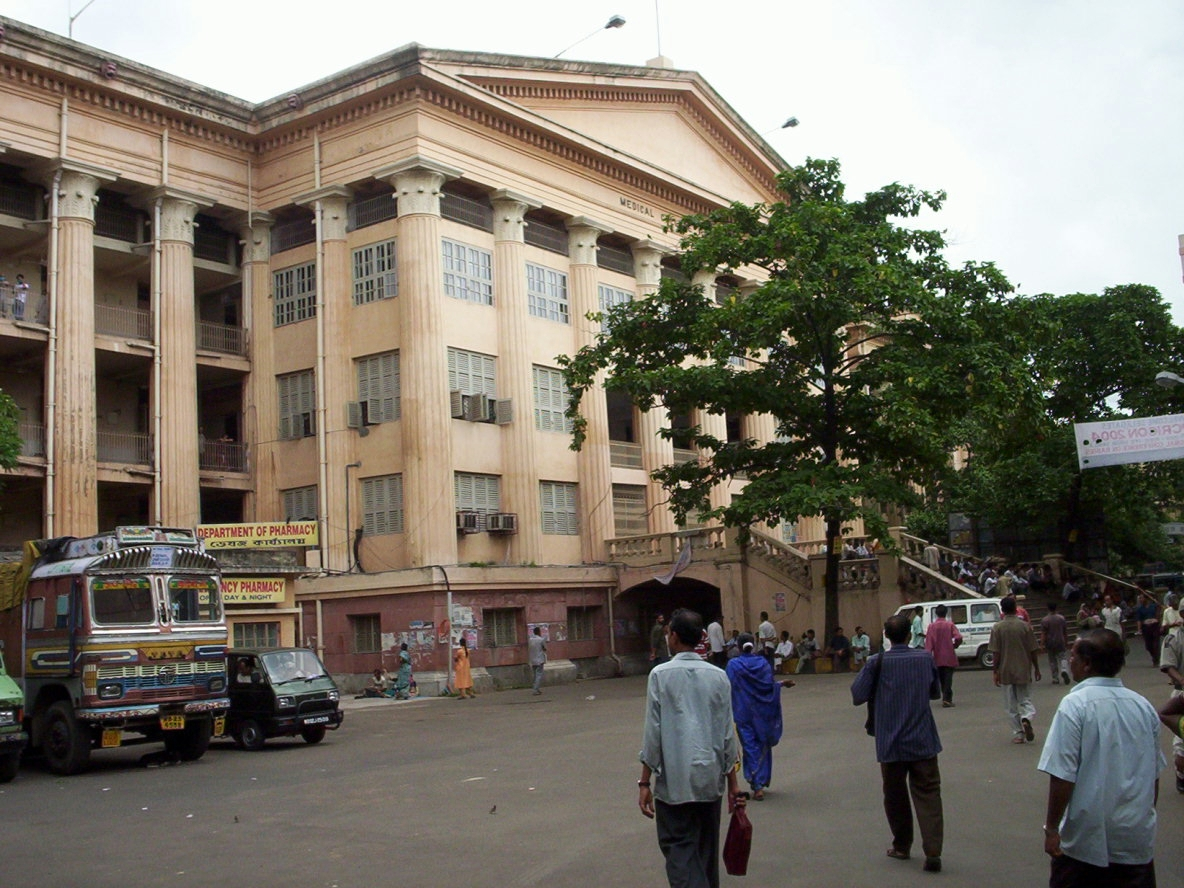
Medical College and Hospital Building

Die Stadt beherbergt zahlreiche Universitäten, Hoch- und Fachschulen, Forschungsinstitute und Bibliotheken. Die Universitäten sind: Bengal Engineering & Science University, Jadavpur University, Netaji Subhas Open University, Rabindra Bharati University, University of Calcutta, West Bengal University of Health Sciences, West Bengal National University of Juridical Sciences, West Bengal University of Animal and Fishery Sciences und West Bengal University of Technology.
Weitere wichtige Bildungs- und Forschungseinrichtungen sind: Asiatic Society, Marine Engineering and Research Institute, Bethune College, Medical College Calcutta, Calcutta National Medical College, Centre for Studies in Social Sciences, Indian Institute of Management, Indian Institute of Social Welfare and Business Management, Indian Statistical Institute, La Martiniere College, Maulana Azad College, National Library of India, Presidency College, Saha Institute of Nuclear Physics, School of Tropical Medicine, Scottish Church College und St. Xavier’s College.
Für die Allgemeinbildung der Bevölkerung in Kolkata sorgen zahlreiche staatliche und eine Anzahl privater Schulen. Der Unterricht erfolgt überwiegend auf Englisch oder Bengali, teilweise auch in Hindi und Urdu. Die staatlichen Schulen sind gebührenfrei, wegen der überfüllten Klassenräume und mangelhaft ausgebildeter Lehrer jedoch unattraktiv. Die Privatschulen sind kostenpflichtig und deshalb überwiegend der besser verdienenden Bevölkerung vorbehalten. Letztere können aber auch durch die Erlangung eines Stipendiums besucht werden. Während für die Angehörigen der Mittel- und Oberschicht Kolkatas eine gute Schulbildung Standard ist, scheitert der Schulbesuch der ärmeren Bewohner oft, da die Kinder Geld verdienen müssen, um das Überleben ihrer Familie zu sichern, und sie sich die vorgeschriebene Uniform und die Schulmaterialien nicht leisten können. Voice of World betreibt in Kolkata ein Internat und mehrere Schulen für Blinde und Sehbehinderte.
Die Indische Nationalbibliothek befindet sich in der früheren Residenz des Gouverneurleutnants von Bengalen, Belvedere Estate, in Alipore. Der erste Generalgouverneur von Britisch-Indien, Warren Hastings, erhielt das Haus seinerzeit von Mir Jafar, dem Befehlshaber der Truppen Siraj-ud-Daulas. Als die Hauptstadt 1911 nach Delhi verlegt wurde, blieb die Bibliothek in Kolkata und gewährt heute Einsicht in eine umfangreiche Büchersammlung, zahlreiche Zeitschriften, viele Nachschlagewerke und seltene Dokumente, die in einem klimatisierten Raum geschützt werden.
In Kolkata befindet sich eines der sechs Goethe-Institute in Indien, die in diesem Land nach dem deutschen Indologen Friedrich Max Müller Max Müller Bhavan heißen und sich als Botschafter der deutschen Sprache und Kultur verstehen.

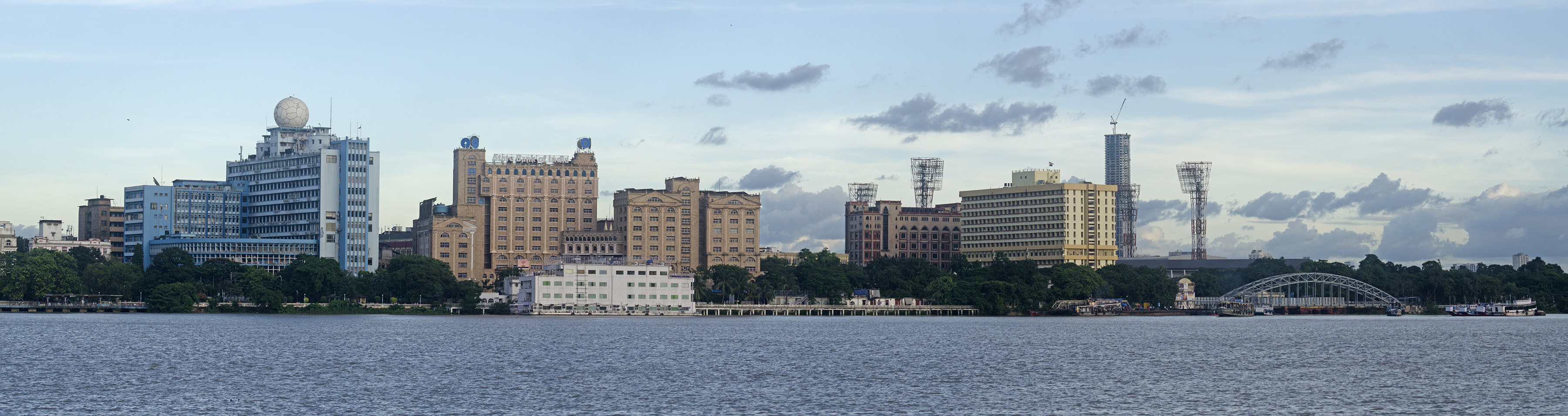
Silhouette Kolkatas

## Persönlichkeiten

### Söhne und Töchter der Stadt
- Nidhu Babu (1741–1839), Dichter und Komponist
- William Makepeace Thackeray (1811–1863), Schriftsteller
- Henry Charles Prinsep (1844–1922), Landbesitzer, Pferdehändler, Künstler und australischer Beamter
- Edward Graham (1858–1951), Generalmajor der British Army
- Rabindranath Thakur (1861–1941), bengalischer Nationaldichter, Nobelpreis für Literatur 1913
- Henry Braddon (1863–1955), australischer Diplomat, Wirtschaftsmanager, Unternehmer und Politiker
- Vivekananda (1863–1902), Philosoph
- Philip Herbert Cowell (1870–1949), britischer Astronom
- Chittaranjan Das (1870–1925), Rechtsanwalt und Politiker
- Phillips Bathurst Motley (1871–1946), Bauingenieur
- Aurobindo Ghose (1872–1950), Politiker, Philosoph und Mystiker
- Sunayani Devi (1875–1962), Malerin der Moderne
- Margaret Ives Abbott (1876–1955), US-amerikanische Golfspielerin
- Neville Bulwer-Lytton, 3. Earl of Lytton (1879–1951), britischer Offizier, Sportler und Maler
- R. H. Tawney (1880–1962), Wirtschaftshistoriker und Sozialkritiker
- Reginald Graham, 3. Baronet (1892–1980), britischer Offizier
- Prasanta Chandra Mahalanobis (1893–1972), Physiker und Dichter
- Satyendranath Bose (1894–1974), Physiker
- A. C. Bhaktivedanta Prabhupada (1896–1977), Übersetzer und ISKCON-Gründer
- Chhabi Biswas (1900–1962), Schauspieler
- Richard Craddock (1910–1977), Generalleutnant der British Army
- Bibha Chowdhuri (1913–1991), Physikerin und Hochschullehrerin
- Shaista Suhrawardy Ikramullah (1915–2000), Politikerin in Britisch-Bengalen und Pakistan
- Claire-Lise de Benoit (1917–2008), Schweizer Schriftstellerin
- Ion Calvocoressi (1919–2007), britischer Offizier und Börsenmakler
- Mike Hoare (1919–2020), irischer Offizier, Söldner und Autor
- Satyajit Ray (1921–1992), Filmregisseur
- Hrishikesh Mukherjee (1922–2006), Filmregisseur
- Tapan Sinha (1924–2009), Filmregisseur
- Nileena Abraham (* 1925), Schriftstellerin und Übersetzerin
- Uttam Kumar (1926–1980), Filmschauspieler
- Raj Bagri, Baron Bagri, CBE (1930–2017), britischer Politiker und Unternehmer
- Robin Judah (1930–2021), britischer Regattasegler
- John Mayer (1930–2004), Komponist und Geiger
- Subrata Mitra (1930–2001), Kameramann
- Nikhil Nandy (1932–2020), Fußballspieler
- Alokeranjan Dasgupta (1933–2020), Dichter, Literaturwissenschaftler und Professor am Südasien-Institut der Universität Heidelberg
- Terence Davies (1933–2022), australischer Ruderer
- Dileep Kumar Kanjilal (* 1933), Professor und Indologe
- Alapana Banerjee (1934–2009), klassische Sängerin
- Shankar Ghosh (1935–2016), Tablaspieler und Komponist
- Imrat Khan (1935–2018), Sitar- und Surbaharspieler
- M. Chandrasekaran (* 1937), Geiger und Sänger
- Shashi Kapoor (1938–2017), Schauspieler
- Hans-Peter Kirchhof (* 1938), deutscher Jurist, Richter am Bundesgerichtshof
- Nabanita Dev Sen (1938–2019), Autorin
- Pranab Bardhan (* 1939), Wirtschaftswissenschaftler
- Pam Crain (≈1939–2013), Sängerin
- Chandrashekhar Dasgupta (1940–2023), Diplomat
- Gayatri Chakravorty Spivak (* 1942), Literaturwissenschaftlerin
- Sheila Jasanoff (* 1944), US-amerikanische Wissenschaftshistorikerin, Wissenschaftssoziologin und -philosophin, Linguistin und Juristin
- Clarence Barlow (1945–2023), Komponist
- Aparna Sen (* 1945), Filmschauspielerin und Filmregisseurin
- Victor Banerjee (* 1946), Schauspieler
- Shuvaprasanna (* 1947), Maler
- Sumantra Ghoshal (1948–2004), Managementwissenschaftler
- Altamas Kabir (1948–2017), Jurist; von 2012 bis 2013 oberster Richter am Supreme Court of India
- Vikram Seth (* 1952), Schriftsteller
- Kaushik Basu (* 1952), Wirtschaftswissenschaftler
- Ajoy Chakrabarty (* 1953), klassischer Sänger
- Sajal Karmakar (* 1955), Musiker (Tabla)
- Amitav Ghosh (* 1956), Schriftsteller
- Michael Mosley (1957–2024), britischer Fernsehmoderator und Journalist
- Shujaat Khan (* 1960), Sitarspieler
- Subhen Chatterjee (* 1962), Tablaspieler
- Debashish Bhattacharya (* 1963), Slidegitarrist und Sänger
- Rajesh Mehta (* 1964), Jazzmusiker
- Bickram Ghosh (* 1966), Tablaspieler
- Kiron Khosla (* 1967), Maler
- Vijay Prashad (* 1967), Historiker, Autor, Journalist, politischer Kommentator und marxistischer Intellektueller
- Jay Bhattacharya (* 1967), Gesundheitsökonom
- Dhriti Banerjee (* 1970), Zoologin
- Leander Paes (* 1973), Tennisspieler
- Rani Mukerji (* 1978), Schauspielerin
- Raima Sen (* 1979), Filmschauspielerin
- Rumeli Dhar (* 1983), Cricketspielerin
- Poulomi Ghatak (* 1953), Tischtennisspielerin
- Nipun Java, indischer Pokerspieler
- Aparna Balan (* 1986), Badmintonspielerin
- Mary Ann Gomes (* 1989), Schachspielerin
- Pavit Gujral (* vor 1990), Schmuckdesignerin und Gemmologin

### Persönlichkeiten, die vor Ort gewirkt haben
- Ishwar Chandra Vidyasagar (1820–1891), Sozialreformer
- Mutter Teresa (1910–1997), katholische Nonne, Friedensnobelpreis 1979
- Ram Mohan Roy (1772–1833), Reformer von Religion und Gesellschaft
- Ramakrishna (1836–1886), hinduistischer Mystiker
- Rebecca Ryman (Asha Bhanjdeo) († 2003), Schriftstellerin
- Subhash Chandra Bose (1897–1945), Politiker und Unabhängigkeitskämpfer
- Frederick Fiebig, fertigte in den 1840er und 1850er Jahren zahlreiche Bilddokumente der Stadt an.